# 60 Pułk Piechoty Wielkopolskiej
60 Pułk Piechoty Wielkopolskiej (60 pp) – oddział piechoty Armii Wielkopolskiej i Wojska Polskiego II RP.

## Powstanie wielkopolskie
Początek Pułku związany jest z powstaniem wielkopolskim oraz działalnością POW na ziemi gostyńskiej. W listopadzie i grudniu 1918 udało się tam zmobilizować cztery kompanie strzelców.
28 grudnia 1918 w Poznaniu wybuchło powstanie wielkopolskie. W dniach 6 i 7 stycznia 1919 oddziały te pod wspólnym dowództwem por. rez. armii pruskiej dr Bernarda Śliwińskiego zostały skierowane w rejon Ponieca, gdzie stoczyły pierwsze i zwycięskie walki z Niemcami. Rozkazem Naczelnego Dowódcy Powstania zostały one przemianowane na „Grupę Leszno”. Oddziały te liczyły wtedy 12 oficerów i 333 szeregowych. Dowódcą grupy pozostał, mianowany kapitanem, dr Bernard Śliwiński. W dniu 6 marca 1919 rozkazem Naczelnego Dowódcy Wojsk Powstańczych gen. Józefa Dowbor-Muśnickiego, „Grupa Leszno” została przemianowana na 6 pułk Strzelców Wielkopolskich w składzie 2 Dywizji Strzelców Wielkopolskich. 3 maja 1919 głównodowodzący Siłami Zbrojnymi w byłym zaborze pruskim rozkazem dziennym nr 119 zatwierdził dzień 6 grudnia (św. Mikołaja) świętem pułkowym dla 6 pułku strzelców wielkopolskich.
Jego dowódcą był nadal Bernard Śliwiński awansowany w tym dniu do stopnia majora. W dniu 6 sierpnia 1919 pułk zostaje przerzucony na Kujawy w rejon Żnina, z zadaniem dozorowania północnego odcinka frontu wielkopolskiego. 7 stycznia 1920, rozkazem Ministra Spraw Wojskowych nr 1002/20 i rozkazem Dowództwa Wojsk Wielkopolskich nr 3/20, Armia Wielkopolska została włączona w skład Wojska Polskiego. Nastąpiło ujednolicenie numeracji jednostek. Dotychczasowy 6 pułk strzelców, otrzymał nazwę 60 pułku piechoty wielkopolskiej i włączony został w skład 15 Dywizji Piechoty.
Pułk składa się odtąd z trzech batalionów piechoty i jednostek zabezpieczenia (pluton łączności, pluton sztabowy itd.). Pułk został przeniesiony do Bydgoszczy.
W grudniu 1919 batalion zapasowy pułku stacjonował w Siecznej.

## Wojna polsko-bolszewicka

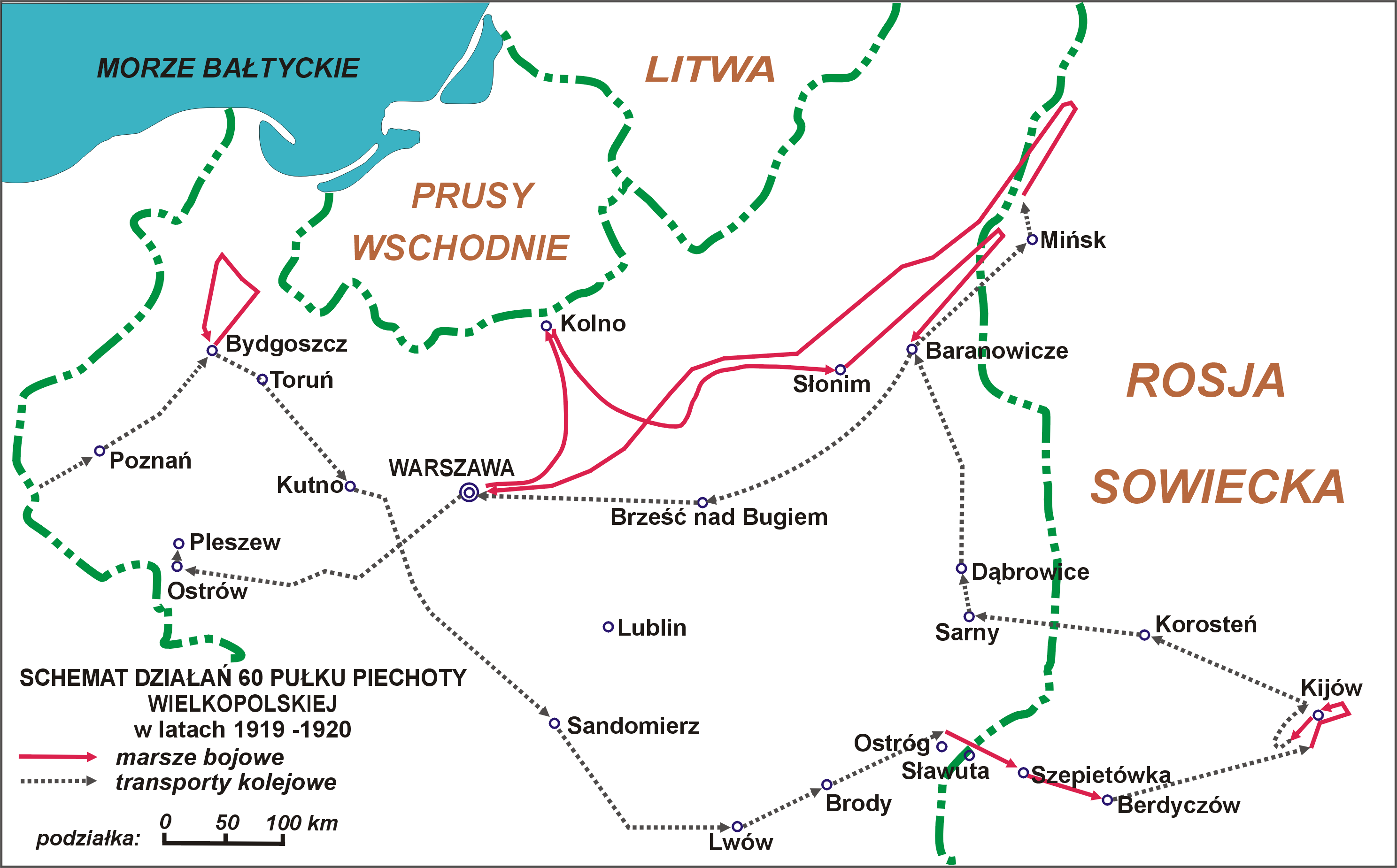
Schemat działań pułku w latach 1919-1920

8 maja 1920 pułk został wysłany na front polsko-bolszewicki, gdzie wziął udział w tzw. wyprawie kijowskiej wojsk polskich. Wziął tam udział w walkach na Wołyniu, gdzie m.in. zdobył miasto Berdyczów, a następnie uczestniczył w walkach pod Kijowem, do którego wkroczył 9 maja 1920.
W maju 1920 pułk załadował się na stacji Motowidłówka i został przewieziony koleją przez Kijów–Korosteń–Sarny–Łuniniec–Baranowicze–Mińsk do Radoszkowicz, gdzie wyładował się 30 maja. W dniach 30 i 31 maja pułk przez Biesiady osiąga Chotajewicze i Kiszkurnię.
20 czerwca 1920 na skutek ofensywy bolszewickiej pułk rozpoczął odwrót przez rzeki Niemen i Bug, początkowo w rejon Brześcia, a potem Warszawy. 6 sierpnia 1920 wszedł w skład XXIX Brygady Piechoty pod dowództwem płk Stanisława Wrzalińskiego i dalej uczestniczył w walkach z bolszewikami. 12 sierpnia 1920 pułk zajął pozycje obronne pod Starą Miłosną – 15 km na wschód od Warszawy. 16 sierpnia 1920 ruszyła ofensywa polska. W jej ramach pułk nacierał z powodzeniem w kierunku na Łomżę, a następnie na Kolno. 28 sierpnia 1920 pułk osiągnął granicę Prus Wschodnich, odcinając drogę odwrotu 4 Armii bolszewickiej. Rannego w boju dowódcę pułku, mjr. Śliwińskiego, zastąpił kpt. Szyszka. Następnie pułk został przeniesiony w rejon Kamieńca Litewskiego, skąd nacierał w kierunku na Wołkowysk, gdzie zastał go rozejm. Do grudnia 1920 pułk chronił zajmowany przez siebie odcinek linii demarkacyjnej.
| Obsada personalna 9 maja 1920            | Obsada personalna 9 maja 1920 |
| ---------------------------------------- | ----------------------------- |
| dowódca pułku                            | mjr Bernard Śliwiński         |
| adiutant                                 | pchor. Jackowiak              |
| oficer wywiadowczy                       | ppor. Alfred Tułodziecki      |
| dowódca I batalionu                      | kpt. Paweł Thomas             |
| dowódca 1 kompanii karabinów maszynowych | ppor. Leon Schulz             |
| dowódca II batalionu                     | por. Józef Wróblewski         |
| dowódca III batalionu                    | kpt. Franciszek Szyszka       |

### Mapy walk pułku

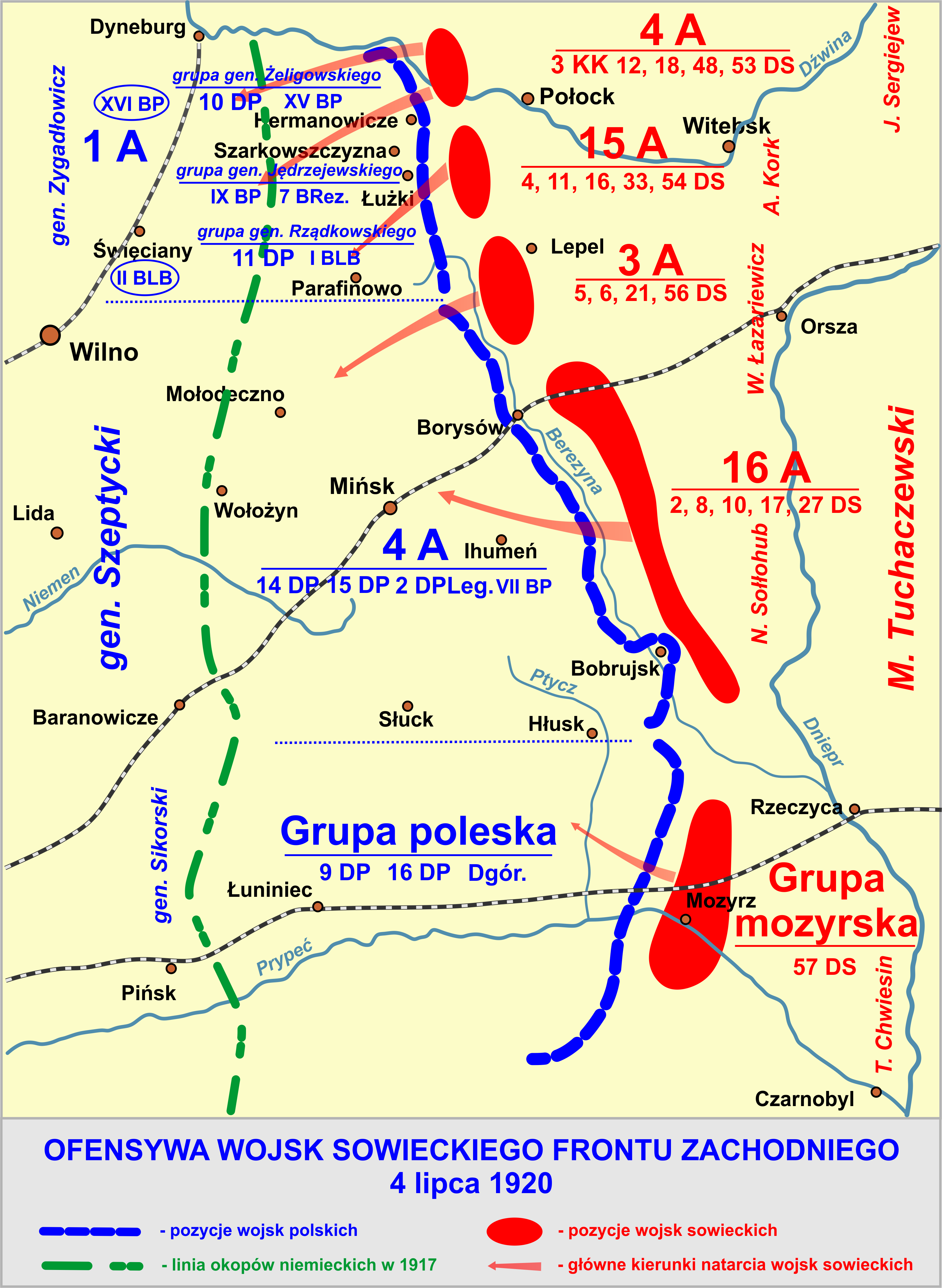
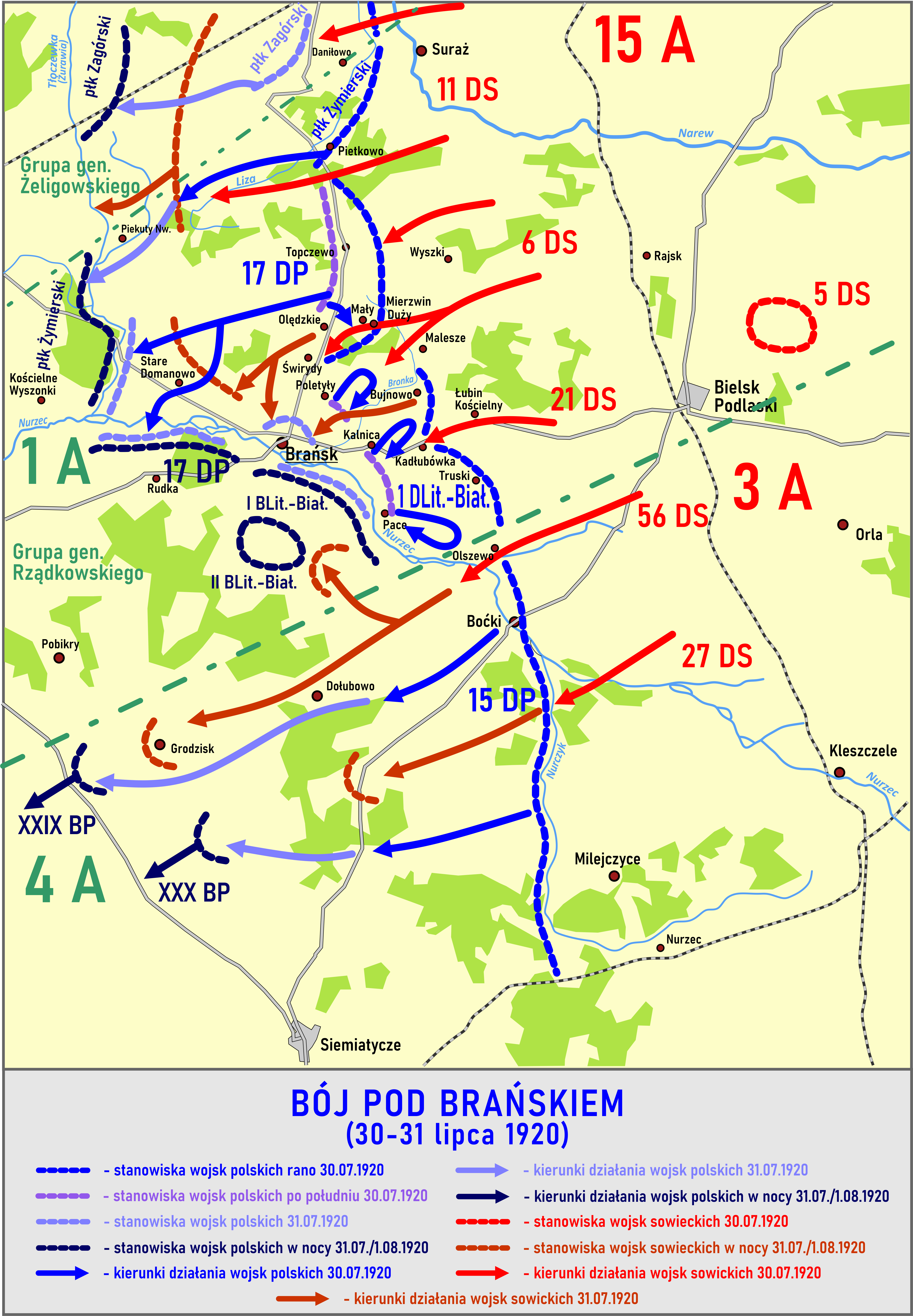
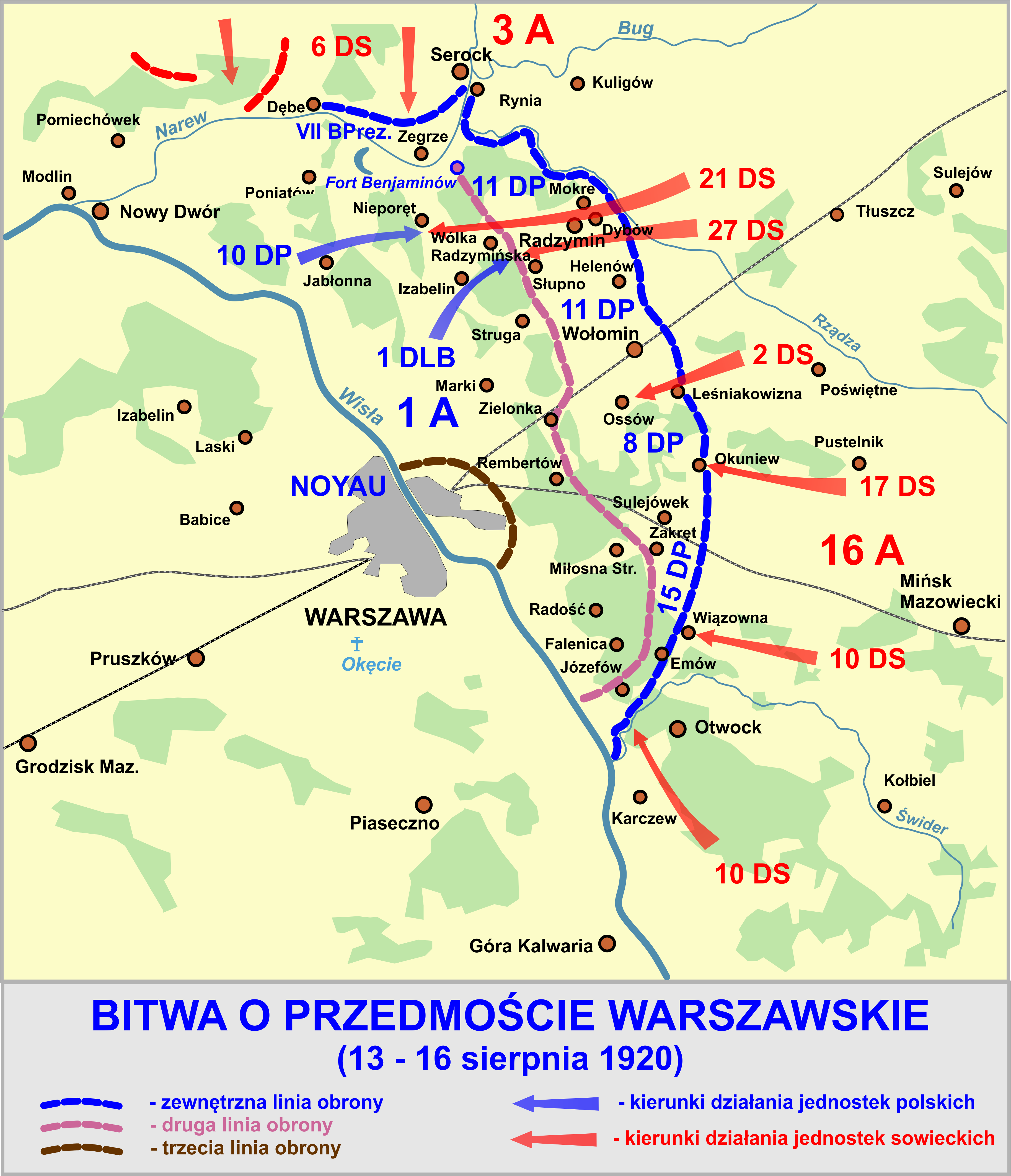
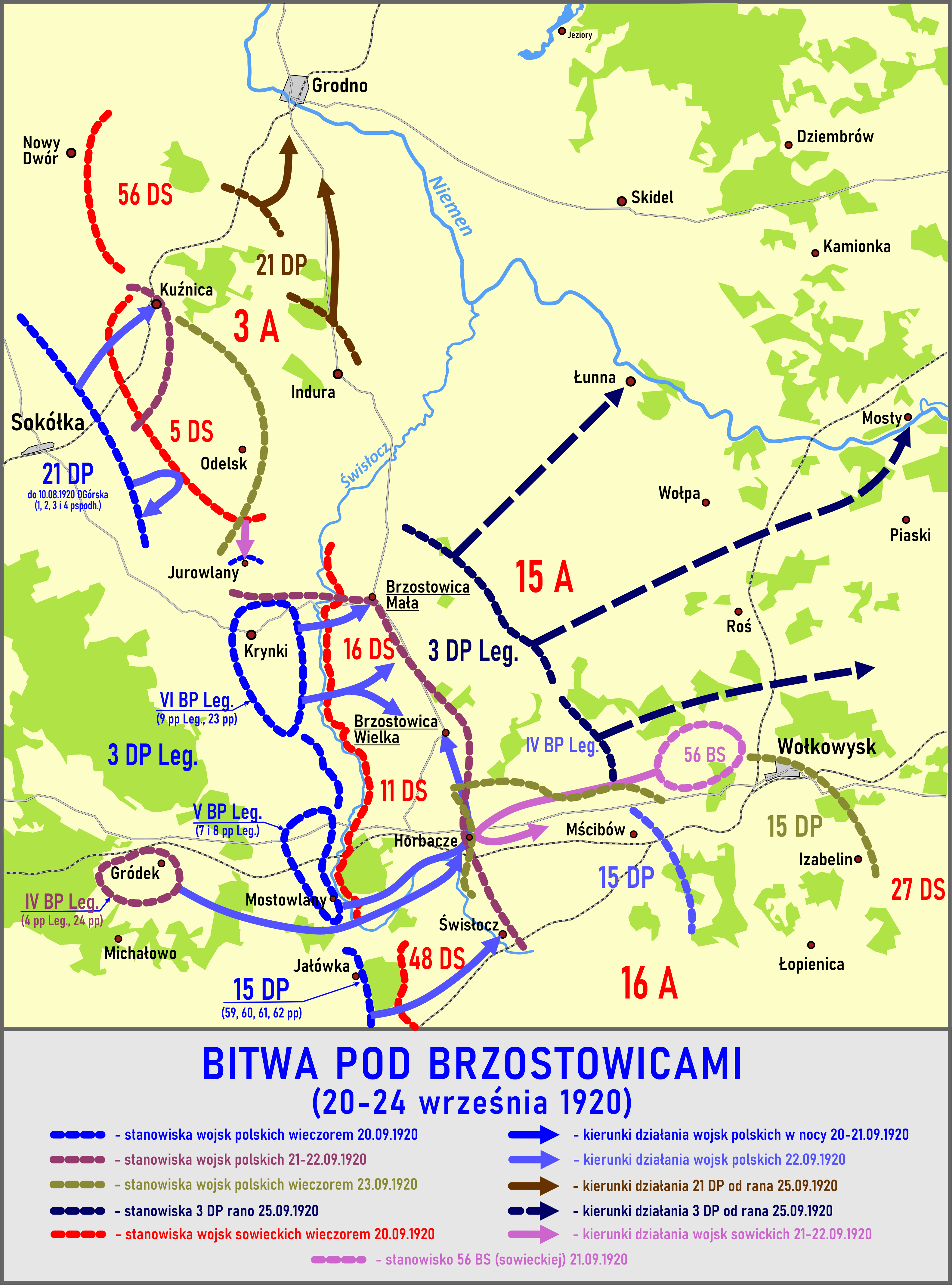
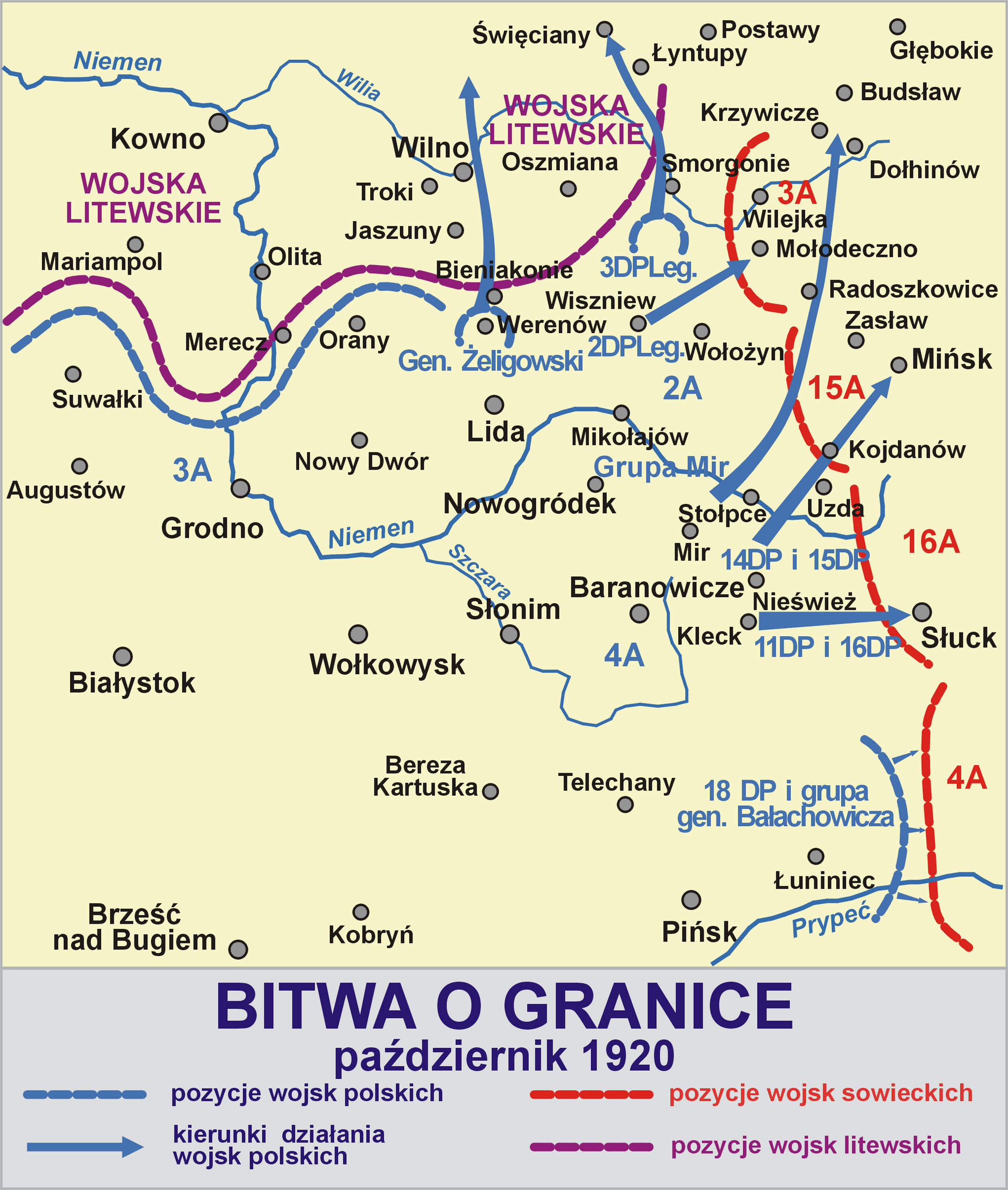

### Kawalerowie Virtuti Militari
| Żołnierze pułku odznaczeni Krzyżem Srebrnym Orderu Wojskowego Virtuti Militari za wojnę 1918–1920 | Żołnierze pułku odznaczeni Krzyżem Srebrnym Orderu Wojskowego Virtuti Militari za wojnę 1918–1920 | Żołnierze pułku odznaczeni Krzyżem Srebrnym Orderu Wojskowego Virtuti Militari za wojnę 1918–1920 |
| ------------------------------------------------------------------------------------------------- | ------------------------------------------------------------------------------------------------- | ------------------------------------------------------------------------------------------------- |
| kpr. Andrzej Bauza                                                                                | ppor. Roman Garbarczyk                                                                            | st. szer. Tomasz Grześkowiak                                                                      |
| ppor. Felicjan Jabłoński                                                                          | ppor. Bronisław Kirchner                                                                          | kpr. Jan Kaczor                                                                                   |
| kpr. Maciej Kamieniarz                                                                            | ppor. Leon Schulz                                                                                 | chor. Ludwik Konarski                                                                             |
| plut. Stanisław Kędziora                                                                          | st. sierż. Józef Król                                                                             | st. sierż. Jan Landzwojczak                                                                       |
| plut. Wacław Łepkowicz                                                                            | pchor. Jan Machowski nr 2804                                                                      | ppor. Stefan May                                                                                  |
| ppor. Kazimierz Nowoświecki                                                                       | ppor. Mieczysław Olenderczyk                                                                      | szer. Józef Pawlik                                                                                |
| ppor. Stanisław Sikora                                                                            | ppłk Bernard Śliwiński                                                                            | kpt. Franciszek Szyszka                                                                           |
| chor. Michał Kaźmierczak                                                                          | plut. Stanisław Szwarc                                                                            | szer. Wincenty Skrzypczak                                                                         |
| kpr. Stefan Stelmach                                                                              | por. Paweł Thomas                                                                                 | ppor. Wawrzyn Wozignój                                                                            |
| sierż. Józef Walczak                                                                              | kpr. Ignacy Wujcik                                                                                | por. Józef Wróblewski                                                                             |
| ppor. Albin Zenker                                                                                |                                                                                                   |                                                                                                   |

## Okres pokojowy

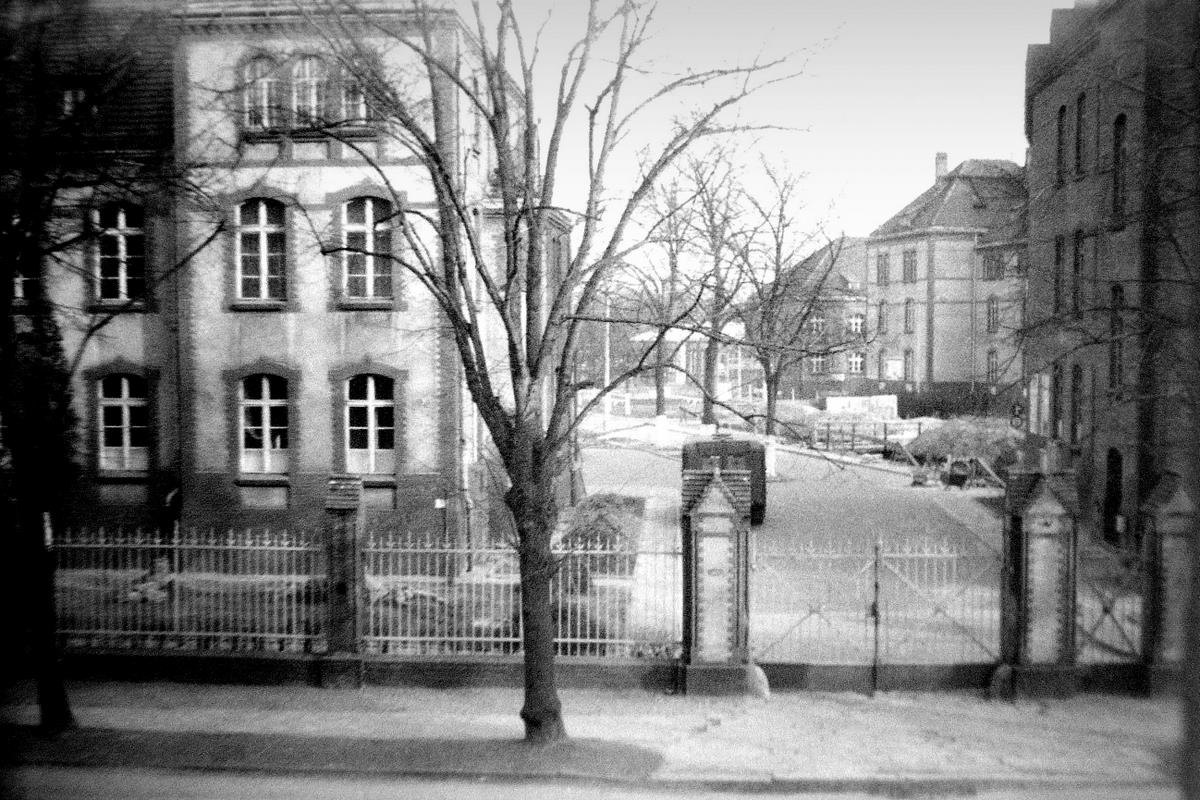
Widok koszar w 1971 r.

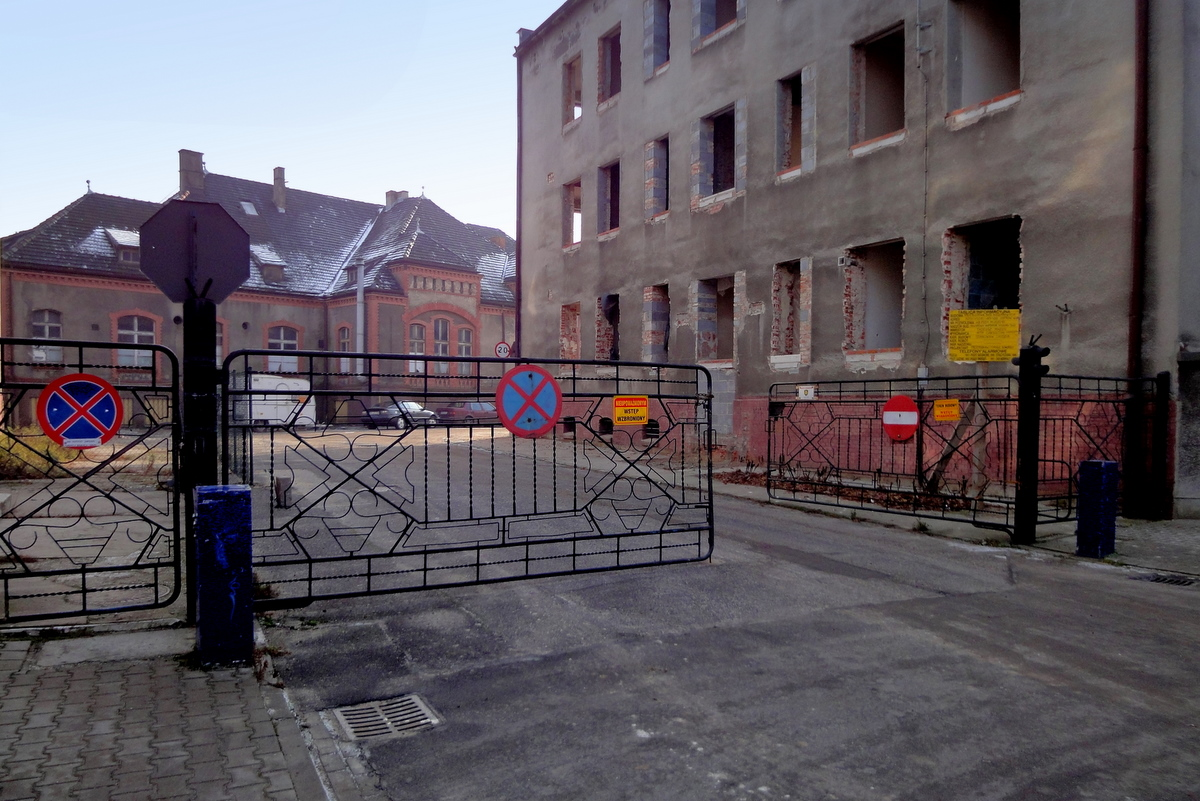
Byłe koszary w trakcie przebudowy na budynki mieszkalne w 2011 r.

12 grudnia 1920 roku 60 pułk piechoty wielkopolskiej został przeniesiony do Ostrowa Wielkopolskiego, jako stałego garnizonu w czasie pokoju. II batalion został początkowo rozmieszczony w Pleszewie, ale i on latem 1921 został przeniesiony do Ostrowa, gdzie całość pułku stacjonowała do września 1939. W związku z przejściem Wojska Polskiego na organizację pokojową 60 pułk piechoty podporządkowany został dowódcy nowo utworzonej 25 Dywizji Piechoty, której oddziały stacjonowały na terenie Okręgu Korpusu Nr VII w Poznaniu. Kadra batalionu zapasowego pod komendą majora Wiktora Eichlera pozostawała w Pleszewie.
6 stycznia 1924 szef Sztabu Generalnego pismem L. 876/Mob. Zmiana terminów przesunięcia oddziałów zarządził przeniesienie magazynów mob. pułku z Pleszewa do Ostrowa w terminie od 29 maja do 5 czerwca 1924. W tym samym terminie została zlikwidowana kadra batalionu zapasowego.
19 maja 1927 roku minister spraw wojskowych marszałek Polski Józef Piłsudski ustalił i zatwierdził dzień 9 maja, jako datę święta pułkowego. Pułk obchodził swoje święto w rocznicę forsowania w 1920 roku mostów kijowskich otwierający okres trzydniowych krwawych walk na przedmościu Kijowa.
Na podstawie rozkazu wykonawczego Ministerstwa Spraw Wojskowych do Departamentu Piechoty o wprowadzeniu organizacji piechoty na stopie pokojowej PS 10-50 z 1930 roku, w Wojsku Polskim wprowadzono trzy typy pułków piechoty. 60 pułk piechoty zaliczony został do typu II pułków piechoty (tzw. wzmocnionych). W każdym roku otrzymywał około 845 rekrutów. Stan osobowy pułku wynosił 68 oficerów oraz 1900 podoficerów i szeregowców. Na czas wojny przewidywany był do pierwszego rzutu mobilizacyjnego. W okresie zimowym posiadał dwa bataliony starszego rocznika i batalion szkolny, w okresie letnim zaś trzy bataliony strzeleckie. Jego stany były wyższe od pułku „normalnego” (typ I) o ok. 400-700 żołnierzy.

## 60 pp w kampanii wrześniowej

### Mobilizacja
W związku z narastającymi zagrożeniem polityczno-wojskowym ze strony III Rzeszy Niemieckiej, 23 marca 1939 w jednostkach Okręgu Korpusu nr IX i częściowo w OK nr IV zarządzono mobilizację alarmową. Na terenie OK nr VII jako przygranicznego również zwiększono gotowość bojową jednostek przygranicznych, poprzez powołanie części rezerwistów na dodatkowe ćwiczenia, zwiększając przy tym stany osobowe jednostek piechoty w rejonach pogranicznych. Rozkazem dowódcy OK VII również wzmocnienie stanów osobowych dotyczyło 60 pułku piechoty, który stacjonował w niedalekiej bliskości granicy polsko-niemieckiej jak i innych pułków 25 Dywizji Piechoty. Wzmocnienie odbyło się drogą rotacyjnego powołania rezerwistów na kilkutygodniowe ćwiczenia. Zorganizowano jako „ćwiczebne” na etatach wojennych I batalion piechoty zmobilizowany w marcu 1939. Miał on zapewnić osłonę przygranicznego garnizonu jakim był Ostrów Wielkopolski. I batalion 60 pp skierowano na odcinek Tarchały-Baby-Wierzbno, wspierać go miały dwie baterie I dywizjonu 25 pułku artylerii lekkiej również zmobilizowane w marcu. Osłonę prawego skrzydła miał zapewnić sformowany w maju 1939 batalion Obrony Narodowej „Ostrów” na linii Wierzbno-Łąkociny. Pod koniec czerwca I batalion 60 pp podjął budowę umocnień polowych, a od połowy lipca umocnień stałych na przewidywanym odcinku obrony. I batalion 60 pp przy pomocy miejscowej ludności wykonał na obsadzanej pozycji rowy strzeleckie, stanowiska broni maszynowej, schrony drewniano-ziemne, punkty obserwacyjne i dowodzenia. Na niektórych kierunkach postawiono jednorzędowe zasieki z drutu kolczastego, na szosie Ostrów-Antonin zbudowano przeszkody przeciwpancerne w postaci rowów, zawałów i barykad z drzew.
24 sierpnia we wczesnych godzinach porannych 60 pułk piechoty rozpoczął mobilizację alarmową w Ostrowie Wielkopolskim w grupie zielonej, zmobilizowano:
- 60 pp na etatach wojennych, w czasie od Z+18 do Z+36,
- samodzielną kompanię karabinów maszynowych i broni towarzyszących nr 73, w czasie Z+48,
- kolumnę taborową nr 717, w czasie Z+48[12].

Batalion marszowy 60 pp, ze względu na bezpośrednie sąsiedztwo garnizonu z granicą niemiecko-polską, został zmobilizowany przez 29 pułk piechoty w garnizonie Kalisz w ramach mobilizacji alarmowej w czasie A+72.
Stawiennictwo rezerwistów było terminowe i liczne, pułk skończył mobilizację w terminie. Problem sprawił pobór koni i wozów. Konie przekazywane na mobilizację były marne, wozy wymagające natychmiast remontów i naprawy. 27 sierpnia pułk ukończył mobilizację. 28 sierpnia odbył się przegląd zmobilizowanego pułku przy strzelnicy garnizonowej. We wczesnych godzinach rannych 29 sierpnia 1939 60 pp zajął stanowiska wyjściowe. W nocy 31 sierpnia na 1 września 1939 60 pp wraz z przydzielonymi oddziałami ugrupowany był bojowo na stanowiskach:
W osłonie garnizonu w Ostrowie Wielkopolskim 
- I batalion 60 pp z dwoma armatami przeciwpancernymi na pozycji Tarchały-Baby-Wierzbno,
- batalion ON „Ostrów” (bez kompanii) z dwoma armatami ppanc na pozycji Wierzbno-Łąkociny,
- kompania ON „Odolanów” z batalionu ON „Ostrów” w Odolanowie,
- kompania strzelecka z nadwyżek 60 pp pod dowództwem ppor. Franciszka Pisarka z plutonem km z 2 kompanii km i plutonem artylerii piechoty 60 pp, na linii Zacharzew-droga odolanowska,
- większość kompanii zwiadu 60 pp w Daniszynie, z patrolami na północ i południe od Ostrowa Wlkp. w Radłowie i Przygodzicach,
- 1 bateria 25 pal w Ostrowie Wielkopolskim.

Na przedpolu głównej pozycji osłonowej
- III batalion 60 pp na stanowiskach przejściowych w okolicach Czekanowa,
- II batalion 60 pp (bez plutonu km) w lesie Biskupice Obłoczne,
- I dywizjon 25 pal (bez 1 baterii) w lesie Biskupice Obłoczne,
- służby i tabory w  Ociąż-Biskupice Obłoczne[15].

### Działania bojowe

#### Walki i działania osłonowe w Wielkopolsce
1 września od godz. 4.00 patrolujące przedpole ubezpieczenia i patrole Straży Granicznej i 60 pułku piechoty nawiązały styczność bojową z niemieckimi ubezpieczeniami. Do godzin południowych dwa niemieckie bataliony opanowały las Nadleśnictwa Gliśnica, zbliżając się do stanowisk batalionów: I/60 pp i ON  „Ostrów”. W południe niemiecki oddział rozpoznawczy 30 Dywizji Piechoty podjął próbę opanowania Odolanowa, która została udaremniona celnym ogniem 1 baterii 25 pal. Z uwagi na zaobserwowany ruch niemieckich kolumn zmotoryzowanych na południe od Ostrowa Wielkopolskiego, dowódca pułku skierował 8 kompanię strzelecka oraz pluton artylerii piechoty do Przygodzic. Główne siły III batalionu natomiast zostały przegrupowane w rejon wsi Wturek celem zablokowania szosy Ołobok-Ostrów Wlkp. W zajętych rejonach pododdziały III batalionu nawiązały styczność z patrolami niemieckimi nie prowadząc bezpośrednich walk. W międzyczasie pododdziały zwiadowców, pionierów i saperów z kompanii saperów KOP „Stolin” i 3 kompanii 25 batalionu saperów dokonały planowych zniszczeń na przedpolu pozycji pułku. Na rozkaz dowódcy 25 DP 60 pp wraz z I/25 pal pod osłoną III/60 pp i 1/25 pal rozwiniętych w rejonie Czekanów i skraju lasu w pobliżu folwarku Bagatela, rozpoczął odwrót szosą  Ostrów Wielkopolski – Kalisz. Wraz z wycofującym pułkiem samorzutnie ewakuację podjęła ludność cywilna tarasując wszystkie drogi. Ze względu na powyższe, 60 pp zmuszony został do zatrzymania się w rejonie miejscowości Fabianów, nie docierając do rana 2 września do Kalisza. Główne siły pułku i I dywizjon 25 pal stanęły na postój w rejonie wsi Ociąż-Skalmierzyce, a III batalion tam gdzie poprzednio. Batalion ON „Ostrów” o godz. 20.00 otrzymał rozkaz zerwania styczności z nieprzyjacielem i wycofania się po linii Daniszyn, Radłów, Pruszków, Pawłówek. Działająca oddzielnie kompania ON „Odolanów” wycofała się szosą Topola Mała, Franklinów, Lewków, Kotowiecko, Skaryszewek.
Dowódca Armii „Poznań” gen. dyw. Tadeusz Kutrzeba początkowo zamierzał uderzyć na skrzydło Niemców nacierających w pasie Częstochowa – Wieluń i dalej na Warszawę. Uderzenie to miało na celu odciążyć toczącą ciężkie boje Armię „Łódź”.
Z uwagi na powyższe nie wycofał całości sił 25 DP za rzekę Prosnę, pozostawił oddziały na jej zachodnim brzegu. 3 września III/60 pp wraz z 1/25 pal pozostały na swoich stanowiskach w rejonie Czekanowa i Biskupic Ołobocznych. Po południu pozostałe siły 60 pp przekroczyły Prosnę. I/60 pp wraz z 3/25 pal obsadził linię rzeki Prosny na odcinku Szadek-Warszówka, II/60 pp stanął w odwodzie dywizji w rejonie kolonia Majków, Wojciechówko, Pólko. O godz. 12.00 III/60 pp nawiązał kontakt bojowy z niemieckim patrolem wzmocnionym samochodami pancernymi, ostrzał 1 baterii 25 pal zmusił do wycofania się do Ostrowa Wlkp. niemiecki patrol. Z 7 kompanii strzeleckiej wysłano dwa patrole w sile plutonu do Ostrowa Wlkp. o godz. 13.00 i 17.00, oba stoczyły potyczki z niemieckimi patrolami motocyklowymi, pierwszy z nich stracił dwóch żołnierzy. Zgodnie z rozkazem dowódcy armii 25 DP rozpoczęła odwrót z linii Prosny, na główną pozycję obrony na południe od „Przedmościa Koło”. Marsz prowadzono w dwóch etapach. W pierwszym etapie 60 pp (bez III/60 pp) z I/25 pal (bez 1/25 pal) prowadził marsz poprzez Kokanin, Starszewek, szosa na Turek, do Kowale Księże, Malanów. III/60 pp z 1/25 pal po oderwaniu się od nieprzyjaciela przez Kalisz, szosą na Turek do Feliksowa .

##### Obrona Uniejowa
4 września o godz. 8.00 60 pp bez III/60 pp wraz z 2 i 3 baterią 25 pal dotarł do miejscowości Kowale Księże i Marianów. Dane z rozpoznania lotniczego poinformowały o kolumnie niemieckiej kierującej się na Uniejów. Rozkazem gen. bryg. Franciszka Altera do Uniejowa został przerzucony w dwóch kursach II batalion 60 pp. Organizujący obronę w Uniejowie II/60 pp o godz.14.00 został zbombardowany i ostrzelany przez niemieckie samoloty. Batalion miał utrzymać przeprawę przez Wartę w Uniejowie do czasu nadejścia pozostałej części 60 pp wraz z I/25 pal bez baterii najpóźniej do rana 5 września. III/60 pp wraz 1/25 pal w nocy 4/5 września przegrupował się w rejon Galewa. 9 kompania strzelecka obsadziła Galew, 8 kompania strzelecka obsadziła Bogdałów, a 7 kompania strzelecka była w odwodzie. W Uniejowie II/60 pp został wysunięty w stronę Bud Uniejowskich i ubezpieczał Uniejów od południa. I/60 pp obsadził Uniejów zabezpieczając rejon przeprawy przez rzekę Wartę. Bezpośrednie wsparcie zapewniały 2 i 3 baterie 25 pal. 5 września nie nawiązano kontaktu z nieprzyjacielem. 6 września zapadła decyzja o skierowania na przeprawę przez wartę w Uniejowie 25 DP i Wielkopolskiej Brygady Kawalerii. Wysłane w południe rozpoznanie stwierdziło w Popowie przemieszczanie się z kierunku Namysłowa do Uniejowa niemieckiego oddziału rozpoznawczego. O godz.18.00 ppłk Marian Frydrych wysłał w rejon wsi Balin II batalion 60 pp. Równocześnie osłonę II batalionu od strony południowo wschodniej miały zapewnić dwie kompanie I batalionu wysunięte w rejon Niewisza. Maszerująca jako czołowa 5 kompania strzelecka o godz. 19.00 natknęła się czołowy pododdział niemiecki, wykorzystując zaskoczenie uderzyła na niemiecki oddział zniszczyła 3 niemieckie samochody. Następnie prowadziła natarcie czołowe na zasadniczą część niemieckiego oddziału. 4 kompania strzelecka pod dowództwem ppłk Mariana Frydrycha obeszła w tym czasie od wschodu niemiecki oddział i uderzyła na jego tyły. Zaskoczony działaniem obu kompanii oddział niemiecki wycofał się ponosząc znaczne straty w ludziach i sprzęcie oraz zdobyto niemiecką mapę z zaznaczonymi  kierunkami działań niemieckich, którą przekazano do sztabu 25 DP. Po straceniu kontaktu bojowego z oddziałami niemieckimi bataliony zajęły nowe stanowiska obronne. Kierunek Namysłów-Uniejów zamknął II batalion. I batalion zajął obronę na odcinku Józefów-Szarów Księży-Szarów Pański w kierunku na Niewiesz. Nocnym marszem 6/7 września dowódca dywizji wysłał do Uniejowa III batalion z 1 baterią 25 pal. Przeciwnikiem 60 pp i I/25 pal były oddziały niemieckiej 30 DP.
7 września o godz. 5.30 na wschodnim brzegu Warty stanowiska 60 pp zaatakowały oddziały niemieckie. Pod osłoną mgły 4 kompania strzelecka została odrzucona pod Balinem. Z Balina wyparta została 5 kompania strzelecka. Obie kompanie ponosząc znaczne straty wycofały się na stanowiska odwodowej 6 kompanii strzeleckiej. Pod osłoną mgły również niemiecka kompania kolarzy usiłowała zaskoczyć 3 kompanię strzelecką, która nie dała się zaskoczyć i powstrzymała niemieckie natarcie w ogniu broni maszynowej, a następnie rozbiła niemiecką kompanię, wysłane patrole z I batalionu zajęły wsie Niewiesz i Ułany. Niemiecki kontratak wyparł patrole polskie z obu wsi. Przy silnym, ale nieskutecznym wsparciu niemieckiej artylerii około południa ruszyło niemieckie natarcie na odcinku całego 60 pp. Niemieckie natarcie zostało załamane przy wydatnym wsparciu artyleryjskim 1 i 2 baterii 25 pal. Całą noc 6/7 września i od rana 7 września przez most na Warcie w Uniejowie przeprawiły się oddziały 25 DP i Wielkopolskiej BK, do godz. 12.00 przeprawiły się ostatnie oddziały i kończyły przeprawę kolumny taborowe. Po ukończeniu przeprawy o godz. 15.00 na rozkaz dowódcy dywizji 60 pp wraz z I dywizjonem 25 pal oderwał się od nieprzyjaciela podjął marsz, przeprawił się przez rzekę Ner i dotarł przed wieczorem do Dąbia. Następnie nocnym marszem 7/8 września 60 pp wraz z I/25 pal dotarł do rejonu: Teofilki, kolonia Nagórki, kolonia Piaski, gdzie stanął na postój. Nad ranem 8 września dokonano drobnych przesunięć i na odpoczynek pułk zatrzymał się: I/60 pp i I/25 pal w Byszewie, II/60 pp w Smolicach i III/60 pp we wsi Piaski. W związku z planowanym natarciem na Łęczycę i przygotowaniami do stoczenia bitwy nad rzeką Bzurą na rozkaz dowódcy dywizji 60 pp i I/25 pal przegrupowały się nocą 8/9 września na pozycje wyjściowe do natarcia na Łęczycę. Do światu 9 września osiągnięto: I batalion wieś Szarowizna, II batalion wieś Garbalin, III batalion wieś Chrząstówek, a I dywizjon 25 pal folwark Siedlec.

#### Udział w bitwie nad Bzurą
Od świtu 9 września 25 DP przygotowywała się do natarcia w kierunku na Łęczycę, Tum, a następnie w kierunku Ozorkowa. 60 pułk piechoty początkowo miał przesuwać się za 69 pułkiem piechoty, a następnie zluzować go po zdobyciu Łęczycy, oczyścić miasto i okolice, po czym prowadzić pościg za wycofującym się nieprzyjacielem. 60 pułk piechoty przeszedł w składzie sił głównych dywizji na wzgórza w rejonie Sokolniki, Adolfów. W rejonie wyjściowym o godz.16.00 60 pp został ostrzelany przez artylerię niemiecką, wśród poległych znalazł się por. Jan Górnicki dowódca 8 kompanii strzeleckiej. O godz.17.00 wyruszyło natarcie 25 DP, o godz.17.40 pułk dotarł do Zakładów Doświadczalnych Rolnictwa Błonie. Czołowy III/60 pp dotarł na wysokość pozycji 69 pp zalegającego nad Bzurą. O godz.20.00 po skoncentrowaniu ognia artylerii 25 pal, 25 dywizjonu artylerii ciężkiej i I dywizjonu 17 pułku artylerii lekkiej i wykonaniu nawały ogniowej na północny skraj Łęczycy, 69 pp ponowił natarcie. O godz.20.00 69 pp sforsował Bzurę, a o godz.20.30 szturmem wtargnął na przedmieścia Łęczycy. W ślad za 69 pp, do miasta o godz. 21.00 dowódca 60 pp po opanowaniu pozostałości mostu kolejowego wprowadził II batalion 60 pp, do którego samorzutnie przyłączyła się 9 kompania strzelecka. Około 23.00 69 pp, II/60 pp, 9/60 pp i 4/56 pp opanowały centrum Łęczycy, w tym rynek. 60 pp zgodnie z rozkazem podjął zabezpieczenie miasta i jego obronę. II batalion po walce miał zająć obronę w zachodniej części miasta, lecz z niewyjaśnionych powodów II batalion nie zajął wyznaczonych stanowisk lecz pomaszerował dalej szosą w kierunku Topoli Kątowej. I batalion po ustaniu walk przeszedł przez miasto i zajął obronę na jego południowych przedmieściach. W rejonie Topoli Królewskiej stacjonował III batalion jako odwód dowódcy dywizji. II/60 pp po dojściu do Topoli Kątowej został ostrzelany przez nieprzyjaciela, czołowa kompania batalionu zdobyła szturmem Topolę Kątową. Wzięto jeńców, II batalion zorganizował obronę miejscowości. Jednocześnie kompania zwiadowców 60 pp rozpoznawała podejścia do miasta od strony, gdzie wycofały się niemieckie oddziały. Pluton kolarzy wraz z jej dowódcą rozpoznawał na Poddębice. Pluton konny w kierunku Topoli Kątowej, w trakcie marszu został ostrzelany z kolonii Leszcze. Osłonę zachodnich przedmieść Łęczycy objęły plutony: zwiadowców konnych, pionierów i przeciwgazowy. Rozpoznająca na Poddębice pozostała część kompanii zwiadowców, dotarła do Wilczkowic, gdzie znalazła się pod ostrzałem oddziałów niemieckich i zajęła obronę okrężną w pobliżu koszar w Wilczkowicami, wsparcia udzieliły przysłane plutony: pionierów i przeciwgazowy 60 pp oraz 7 kompania strzelecka 69 pp. Przed świtem 10 września został ściągnięty z Topoli Kątowej II/60 pp. O świcie I/60 pp i II/60 pp wykonały natarcie na Leszcze, Wilczkowice. Oba bataliony w zaciętej walce opanowały kolonię Leszcze, rozbijając niemiecki oddział, wzięto jeńców, poległ por. Jan Iwaszkiewicz. Do godz.8.00 I i II bataliony 60 pp wraz z przybyłym 9 batalionem strzelców oczyściły zachodnie i południowo zachodnie przedmieścia Łęczycy z oddziałów niemieckich. 9 bs zajął obronę od kolonii Leszcze do wzg. 112, a II/60 pp na południowo zachodnich przedmieściach Łęczycy. Pozostałe siły 60 pp odeszły do Łęczycy, a 7/69 pp do macierzystego pułku. 10 września 60 pp stał w odwodzie w Łęczycy mając wysunięty II batalion na południowo zachodnie przedmieścia.          
W związku z planowanym dalszym natarciem 25 DP od świtu 11 września, w nocy 10/11 września dokonano niezbędnych przegrupowań. 60 pp bez II batalionu wraz z I dywizjonem 25 pal bez 2 baterii armat przemieścił się w okolice Sierpowa, następnie zluzował 29 pułk Strzelców Kaniowskich. II batalion wraz z 2 baterią 25 pal pozostał na dotychczasowych stanowiskach w Łęczycy. Od świtu 11 września kompania zwiadowców 60 pp prowadziła działania osłonowe zachodniego skrzydła pułku na osi Lubień-Tkaczew, bez styczności z wrogiem. Od rana oba bataliony 60 pp podjęły natarcie, I/60 pp poprzez Borki, Lubień, Solcę Małą na folwark Wróblew, III/60 pp w kierunku Solcy Wielkiej. Na podstawie informacji uzyskanych od luzowanych oddziałów 29 pułku wynikało, że piechota niemiecka broni się na pozycji na południe od kolonii Konary, na zachód od Parzyc w folwarku Wróblew i na północnym skraju Solcy Wielkiej. Ze względu na zmianę sytuacji taktycznej dowódca 60 pp zmienił częściowo kierunek natarcia I/60 pp. Przy wsparciu I/25 pal 1 i 2 kompanie strzeleckie wykonały natarcie na las koło kolonii Konary, 3 kompania strzelecka na północny skraj Solcy Wielkiej. Natarcie 1 i 2 kompanii przed południem osiągnęło sukces, a wykorzystując powodzenie 2 kompania strzelecka uderzyła na folwark Wróblew opanowując go po walce. 3 kompania strzelecka wdarła się do Solcy Wielkiej lecz jej dalsze natarcie zatrzymał ostrzał artylerii, przy wsparciu plutonów pionierów, przeciwgazowego i plutonu artylerii piechoty w godzinach popołudniowych zdobyto Solcę Wielką. Dowódca III/60 pp widząc zmiany kierunków uderzenia wsparł natarcie kompanii I/60 pp na las koło kolonii Konary. Następnie osiągnął rejon Parzyc nawiązując kontakt z 9 bs, który tu prowadził walki. 9 batalion strzelców podporządkowany został dowódcy 60 pp ppłk. Marianowi Frydrychowi. III/60 pp wraz z 9 bs przygotowały się do natarcia na dwór Ostrów i folwark Ostrów-Jagodowo, a I/60 pp na tyły pozycji niemieckich. Przeprowadzone o godz. 15.00 ześrodkowanie ognia niemieckiej artylerii na I/60 pp zniweczyło przygotowania do natarcia pułku. Największe straty poniosła 3 kompania strzelecka wycofana została do Solcy Wielkiej. 60 pp przeszedł do obrony na opanowanych stanowiskach.
Strona niemiecka wykorzystując zatrzymanie natarcia pułku podjęła działania zaczepne, wyprowadzając przeciwuderzenie na folwark Wróblew i Solcę Wielką. 2 kompania strzelecka przy wsparciu 1 i 3 baterii 25 pal odparła niemieckie natarcie na folwark Wróblew. Ponowne niemieckie natarcie o godz. 22.00 spowodowało wycofanie się 2/60 pp z folwarku Wróblew, równocześnie 3 kompania strzelecka broniąca południowych skrajów Solcy Wielkiej podjęła odwrót. Obie kompanie zatrzymały się na północnych krańcach Solcy Małej, gdzie wsparły je plutony specjalne pułku. W trakcie walk wśród poległych znalazł się też kpt. Bolesław Majewski dowódca 3 kompanii strzeleckiej. Ściągnięty z odwodu III/60 pp o godz. 3.00 12 września wykonał przeciwnatarcie wyrzucając siłami 7 i 9 kompanii strzeleckich niemiecką piechotę z folwarku Wróblew oraz części Solcy Wielkiej. Na skutek niemieckiej dywersji broniąca folwarku Wróblew 7 kompania wycofała się bez walki kierowana fałszywym rozkazem, a niemiecka piechota zajęła folwark.         
Od świtu 12 września niemiecka piechota podjęła natarcie z rejonu folwarku Wróblew na Solcę Wielką. Do południa 60 pp i 9 bs odparł pięć natarć niemieckich przy silnym wsparciu niemieckiej artylerii. Po południu I batalion podjął kontratak na folwark Wróblew, który załamał się w ogniu niemieckiej artylerii i broni maszynowej, wśród poległych był jego dowódca mjr Aleksander Fiszer. Celem przełamania niemieckiej obrony i otwarcia drogi w kierunku Ozorkowa dowódca 25 DP gen. bryg. Franciszek Alter wprowadził do natarcia na folwark Wróblew dodatkowo I batalion 29 pSK wraz z III/25 pal bez 9 baterii haubic. Frontalne natarcie I/60 pp i I/29 pSK wsparte 1,3, 7 i 8 bateriami 25 pal oraz oskrzydlające III/60 pp z Solcy Wielkiej pozwoliło odbić folwark Wróblew oraz odrzucić oddziały niemieckie w kierunku Ozorkowa. O świcie 13 września patrole 60 pp i 29 pSK dotarły do przedmieść Ozorkowa i stacji kolejowej w Ozorkowie. Natomiast II batalion 60 pp wraz z III/56 pp i dwoma bateriami 25 pal wchodził w skład Oddziału Wydzielonego mjr. Władysława Grocholi mającego zadanie osłonić Łęczycę.         
W związku ze zmianą koncepcji natarcia Armii „Poznań” jej dowódca zrezygnował z dalszej ofensywy i postanowił przebić się do Warszawy z rejonu dolnej Bzury. Około północy 12/13 września 60 pp bez II/60 pp realizując rozkaz dowódcy 25 DP oderwał się od nieprzyjaciela, pozostawiając jedynie po plutonie z każdego batalionu w styczności do świtu i podjął marsz poprzez Leśmierz, Podgórzyce, Witaszewice, Rybitwy do rejonu Kuchary, dwór Prądzew. II/60 pp osłaniał przyczółek na Bzurze w Łęczycy. Od rana 13 września do wieczora pułk odpoczywał w zajętym rejonie, dołączył do pułku II batalion. Zgodnie z otrzymanymi rozkazami 60 pp w nocy 13/14 września podjął marsz po zatłoczonych drogach trasą: Witonia, Strzegocin, Wały, Rustów, Krzyżany, Kaszewy, Wojszyce, Bedlno. Z uwagi na zatłoczenie dróg dotarł około południa 14 września na postój. Kolejnej nocy 14/15 września 60 pp wraz z I/25 pal został skierowany w marsz przez Dobrzelin, Zarębów, Kruki, folwark Kaczkowizna, przeprawa przez rzekę Słudwię, Luszyn. O godz. 9.00 15 września osiągnął rejon miejscowości Osmolin, Kiernozia. Po czym odpoczywał w lesie w pobliżu folwarku Poddębina. Przegrupowanie odbyło się pod osłoną mgieł. Po ich opadnięciu odpoczywający pułk stał się celem ataków lotnictwa niemieckiego, szczególnie duże straty osobowe i w sprzęcie poniósł II batalion. Po zmroku 60 pp wraz z I/25 pal miał wykonać marsz w kierunku Adamowej Góry, trasą poprzez: Brodne, Konstantynów, Antosin, dwór Giżyce, dwór Ruszki. Po osiągnięciu celu marszu rano 16 września 60 pp zajął rejon Giżyce, Giżyczki, rozlokowując: na plebanii Giżyce dowództwo pułku, w dworze Giżyce pododdziały specjalne, we wsi Wężyki Stare I batalion, we wsi Wężyki Nowe II batalion, w Giżyczkach III batalion. I i II batalion wystawiły ubezpieczenia - placówki od strony Bzury. W rejonie zakwaterowania po południu wznowiło działalność niemieckie lotnictwo oraz zaobserwowano ruchy oddziałów niemieckich. Rozkazem dowódcy pułku I batalion zajął stanowiska na skraju lasu Sarnów, po obu stronach drogi Giżyce-dwór Ruszki. II batalion obsadził wschodni skraj Sarnowa i wieś Kresy. III batalion obsadził wschodni skraj wsi Wężyki Stare. O godz. 15.00 na pozycje I i II batalionów natarcie wykonała niemiecka piechota wsparta czołgami z kierunku dworu Ruszki. Oba bataliony przy wsparciu plutonów przeciwpancernych skutecznie powstrzymały niemieckie natarcie unieruchamiając kilka niemieckich czołgów. Oddziały niemieckie wycofały się w kierunku folwarku Łęg. Wieczorem I batalion wykonał wypad na folwark Łęg zajmując go.              
Na rozkaz dowódcy 25 DP zgodnie z rozkazem dowódcy armii, 60 pp w nocy 16/17 września podjął marsz w kierunku przepraw w Brochowie na Bzurze. Jako straż tylna maszerowała 7 kompania strzelecka wraz z 1/25 pal. O świcie 17 września pułk dotarł do Brochowa i rozpoczął przeprawę. Pomimo ataków niemieckiego lotnictwa do godz. 10.00 pułk zdołał się przeprawić i osiągnął las w pobliżu folwarku Tułowice. Następnie przeszedł do wsi Krzywa Góra, gdzie wypoczywał nękany przez niemieckie lotnictwo.                

#### Walki odwrotowe w Puszczy Kampinoskiej
17 września 1939 r. pułk dotarł do Puszczy Kampinoskiej. W trakcie marszu od pułku odłączyła się 5 kompania strzelecka. Wraz z pułkiem przebywały 2 i 3 baterie armat 25 pal oraz 31 kompania czołgów rozpoznawczych. Nie dołączyły 5 i 7 kompanie. Rozkazem dowódcy dywizji 60 pp podjął wieczorem marsz celem obsadzenia miejscowości Cisowe, Stara Dąbrowa, Dąbrówka i zorganizowania obrony z kierunku południowo zachodniego. W trakcie marszu ppłk Marian Frydrych nawiązał łączność z dowódcą 29 pSK ppłk. Florianem Grylem, wraz z którym ustalono, że 60 pp obsadzi Cisowe, a 29 pułk Strzelców Kaniowskich wraz z 9 bs  zorganizuje obronę w Starej Dąbrowie z kierunku Dąbrówki. Ze względu, że główne drogi były ostrzeliwane przez niemiecką artylerię, przemarsz odbył się leśnymi duktami, drużkami i ścieżkami zatłoczonymi wojskiem, taborami i samochodami. Pułk częściowo uległ rozczłonkowaniu i rozproszeniu. Późno w nocy przez Bzurę przeprawiła się 7 kompania strzelecka, która czekała do świtu w lesie na wschodnim brzegu rzeki. Przed świtem 18 września podjęła marsz w głąb Puszczy Kampinoskiej. Około południa 7 kompania pod dowództwem kpt. Kazimierza Kuźmińskiego została zaatakowana przez przeważające siły niemieckie, w walce poniosła znaczne straty, po czym dostała się do niewoli. Do Cisowej rano 18 września ze składu 60 pp dotarł II batalion bez 5 kompanii strzeleckiej i grupy żołnierzy z I batalionu. Ppłk Marian Frydrych udał się na poszukiwanie swoich pododdziałów, w trakcie poszukiwań w ciągu dnia, w starciu z oddziałem niemieckim poległ w walce. W południe w rejonie Starej Dąbrowy zebrały się błądzące pododdziały 60 pp i obie baterie 25 pal. Rozkazem dowódcy 25 DP 60 pułk piechoty miał zebrać się w rejonie Cybulic. Od późnych godzin popołudniowych w ten rejon przybyła część I batalionu, o zmroku III batalion (bez 7 kompanii) i pododdziały specjalne pułku, a w nocy resztki I batalionu i II batalion, na miejscu dołączyła również 5 kompania strzelecka. Czasowo dowództwo pułku objął mjr Edward Rukszan. Po uporządkowaniu pułku wyruszył on we wczesnych godzinach rannych 19 września w kolumnie 25 DP do Palmir. 60 pp wraz z 2 i 3 bateriami 25 pal o godz. 10.00 stanęły w południowej części lasów palmirskich, uzupełniono amunicję i żywność ze składnicy w Palmirach. Pułk odpoczywał bez styczności z nieprzyjacielem.
W trakcie postoju dokonano reorganizacji pułku, wcielono do pułku żołnierzy z rozbitych jednostek Armii „Poznań”. Nocą 19/20 września 60 pp w kolumnie 25 DP podjął marsz wzdłuż szosy Kazuń-Warszawa w kierunku Łomianek, Burakowa i Młocin. W Palmirach pozostawiono czasowo III batalion 60 pp celem osłony składnicy, do czasu zluzowania przez Grupę „Palmiry”. Rano 20 września 60 pp dotarł do Burakowa Małego i rozwinął się w obronie. I/60 pp zajął obronę na odcinku: od rzeki Wisły poprzez Buraków Mały do lasu na zachód od szosy Kazuń-Warszawa. 5 kompania strzelecka rozbiła we wsi Dąbrowa niemiecki patrol zmotoryzowany i zajęła we wsi stanowiska obronne. Około południa do Burakowa Małego przybył III/60 pp po zluzowaniu w Palmirach przez grupę płk. Skokowskiego i stanął w odwodzie pułku.   
21 września 60 pp nadal pozostał na zajmowanych stanowiskach obronnych poszerzonych do toru kolejowego na zachód od Burakowa. Obronę 60 pp wspierała jedna z baterii 25 pal. W dniu tym dowództwo 60 pp przejął przybyły ze sztabu armii ppłk dypl. Stanisław Małek. O godz. 10.00 na stanowiska obronne 60 pp uderzyły od strony Sierakowa oddziały niemieckiej 18 DP. 5/60 pp podczas obrony wsi Dąbrowa została zagrożona okrążeniem i zmuszona była wycofać się do Burakowa Małego. Postępujące za cofającą się 5/60 pp niemieckie natarcie dotarło do stanowisk I batalionu, który z najwyższym trudem zdołał odeprzeć niemieckie natarcie, poniósł przy tym znaczne straty od ostrzału niemieckiej artylerii. Ponowne niemieckie natarcie na 56 pp i 60 pp, a głównie na styk tych pułków doprowadziło do przerwania stanowisk obrony obu pułków. III/60 pp powstrzymał dalsze niemieckie natarcie wzdłuż szosy Buraków-Młociny, I/60 pp w Burakowie Małym, natomiast 6/60 pp zajęła obronę na lewym skrzydle pułku nie mając styczności z pododdziałami 56 pp. 60 pp pomimo niemieckich włamań w obronę swoich pozycji, utrzymał swoje stanowiska do wieczora pomimo braku wsparcia własnej artylerii. Zgodnie z rozkazem dowódcy Armii „Warszawa” gen. dyw. Juliusza Rómmla w nocy 21/22 września rozkazem radiowym pomimo związania walką sukcesywnie oderwał się od niemieckiej piechoty i podjął marsz do rejonu Bielan, różnymi drogami. Jako ostatnia dotarła 6 kompania.

#### W obronie Warszawy
Rano 22 września 60 pp zajął stanowiska na południe od Centralnego Instytutu Wychowania Fizycznego, na miejscu zebrało się do 400 żołnierzy. Do pułku dołączali następni żołnierze przedzierający się z Puszczy Kampinoskiej. 60 pp pozostał na miejscu jako wzmocnienie obrony północnej części lewobrzeżnej Warszawy. 60 pp zajął odcinek obronny od brzegu rzeki Wisły, do szosy i toru kolejowego Marymont-Młociny. W Lasku Bielańskim zajęła obronę 5 kompania strzelecka, a 4 kompania strzelecka zajęła obronę na skrzyżowanie dróg na zachód od Bielan. Obie kompanie zostały wzmocnione armatami przeciwpancernymi i ciężką bronią maszynową. Reszta pułku zbierająca uzupełnienia pozostała jako odwód na wschodnim skraju CIWF. Pułk wszedł w skład ośrodka oporu „Bielany” pododcinka „Północ”. 23 września rozwiązano II batalion, żołnierzami którego uzupełniono pozostałe dwa bataliony. Dodatkowo w skład pułku włączono żołnierzy ze składu 14 Dywizji Piechoty. Prowadzono umacnianie odcinka obrony. Pod koniec dnia odcinek obrony pułku obsadził III batalion w I rzucie, w II rzucie obronę zajął I batalion na wschodnim skraju CIWF. 24 września stan pułku wynosił 50 oficerów i 1544 szeregowych i 161 koni. Odcinek pułku był całodobowo bombardowany przez niemieckie lotnictwo i ostrzeliwany przez niemiecką artylerię, które powodowały dotkliwe straty osobowe i materiałowe. 25 września przez cały dzień trwały bombardowania i ostrzał miasta. Wieczorem niemiecka piechota wykonała natarcie na pozycje obronne 60 pp, zdobywając strzelnicę na skraju Lasku Bielańskiego. Nocne kontrnatarcie nie przyniosło powodzenia i nie odzyskano utraconej strzelnicy. Utrzymano jednak pozostałe pozycje obronne pułku. 26 września od rana odcinek obrony pułku był pod sinym ostrzałem niemieckiej artylerii. Przez cały dzień rejon obrony 60 pp był niepokojony przez wypady i natarcia niemieckiej piechoty. Od ostrzału artylerii pułk poniósł znaczne straty, wśród poległych był kpt. Jan Zwolak dowódca 4 kompanii strzeleckiej.      
O świcie 27 września na stanowiska 60 pp spadła huraganowa nawała artyleryjska, o godz. 6.20 wyruszyło niemieckie natarcie, które wyparło 60 pp z około kilometra terenu, strona niemiecka opanowała o godz. 8.00 klasztor Kamedułów. Ostatecznie niemieckie natarcie zostało zatrzymane na stanowiskach w rejonie CIWF. Około godz. 10.00 60 pp wykonał przeciwuderzenie ustalając linię obrony na stoku doliny na południe od Lasku Bielańskiego. Dowódca pułku ppłk Małek sięgnął po ostatnie rezerwy ludzkie, nawet kucharzy i taborowych pod dowództwem ppor. Konstantego Wysockiego. O godz. 12.00 nastąpiło zawieszenie broni. 28 września zaczęto rozmowy na temat kapitulacji garnizonu Warszawy.     
Wkład pułku w obronę Warszawy docenił gen. Rómmel, który wyróżnił pułk w rozkazie pożegnalnym. W czasie kampanii wrześniowej pułk poniósł duże straty: zginęło 16 oficerów i ponad 300 podoficerów i szeregowców, rannych zostało 25 oficerów i 525 podoficerów i szeregowców. Ponad 800 żołnierzy uznano za zaginionych (w tym 9 oficerów). Od 29 września pułk złożył broń, prowadzono apele i odczytano rozkazy. Po podpisaniu kapitulacji żołnierze pułku, zostali skierowani najpierw do Sochaczewa, a potem do Łowicza. Oficerowie i podoficerowie zawodowi zostali tam oddzieleni od szeregowców. Ci pierwsi zostali następnie przewiezieni do obozów jenieckich, a szeregowcy byli stopniowo puszczani do domu.

##### Obsada personalna 60 pp w obronie Warszawy
Obsada obowiązywała od 23 do 29 IX 1939
- dowódca pułku - ppłk dypl. Stanisław Małek
- I adiutant pułku - kpt. Kazimierz Szepietowski
- II adiutant pułku - ppor. Paweł Hęciak
- oficer informacyjny - por. Antoni Andrzej Geysler
- oficer łączności - kpt. Tadeusz Błażej Orleański
- kwatermistrz - kpt. Aleksander Kamiański
- naczelny lekarz - ppor. lek. Wincenty Natkański
- kapelan - kap. ks. Antoni Prusinowski
- dowódca kompanii przeciwpancernej - por. Bolesław Zaremba
- dowódca plutonu artylerii piechoty - por. Jerzy Hnatyk
- dowódca I batalionu - kpt. Romuald Józef Karłowski
  - adiutant batalionu - ppor. Henryk Teodor Klitsche
  - dowódca 1 kompanii strzeleckiej - por. Marian Józef Bartkowiak
  - dowódca 2 kompanii strzeleckiej - ppor. Zygmunt Grzybowski
  - dowódca 1 kompanii km - ppor. Władysław Falkowski
  - dowódca plutonu łączności II batalionu - ppor. Marian Pawłowski
  - dowódca 4 kompanii strzeleckiej - kpt. Jan Zwolak
    - dowódca I plutonu - ppor. Jan Józef Łączny

  - dowódca 5 kompanii strzeleckiej - por. Romuald Kaczmarczyk
    - dowódca I plutonu - ppor. Ryszard Stefan Kaniewski
- dowódca III batalionu - mjr Jan Zgrzebnicki
  - adiutant batalionu - ppor. Alfred Wentzel
  - dowódca 6 kompanii strzeleckiej - por. Antoni Baranowski
    - dowódca I plutonu - ppor. Jan Janiszewski
    - dowódca III plutonu - ppor. Walenty Marek

  - dowódca 2 kompanii km - kpt. Walenty Olejnik
    - dowódca I plutonu - ppor. Kazimierz Zygfryd Schmidt

  - dowódca 7 kompanii strzeleckiej - kpt. Kazimierz Kuźmiński
    - dowódca I plutonu - por. Jan Stróżek
    - dowódca II plutonu - ppor. Franciszek Pisarek

  - dowódca 8 kompanii strzeleckiej - ppor. Franciszek II Pukacki
    - dowódca III plutonu - ppor. Mieczysław Kopczyński

  - dowódca 3 kompanii km - por. Witold Michał Droszcz
    - dowódca I plutonu - ppor. Franciszek Antoniewicz
    - dowódca II plutonu - ppor. Stefan Nowicki

#### Mapy walk pułku

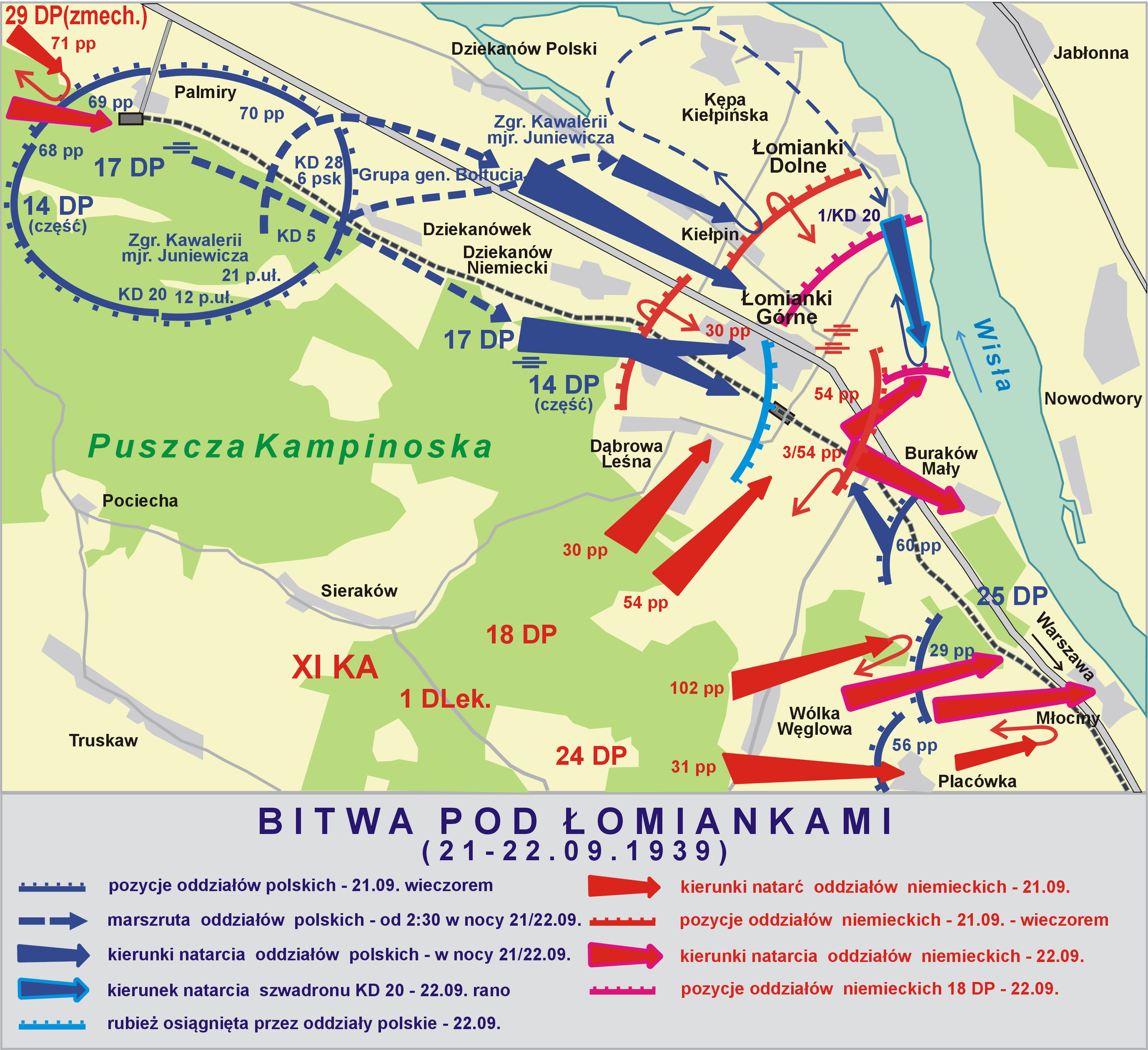

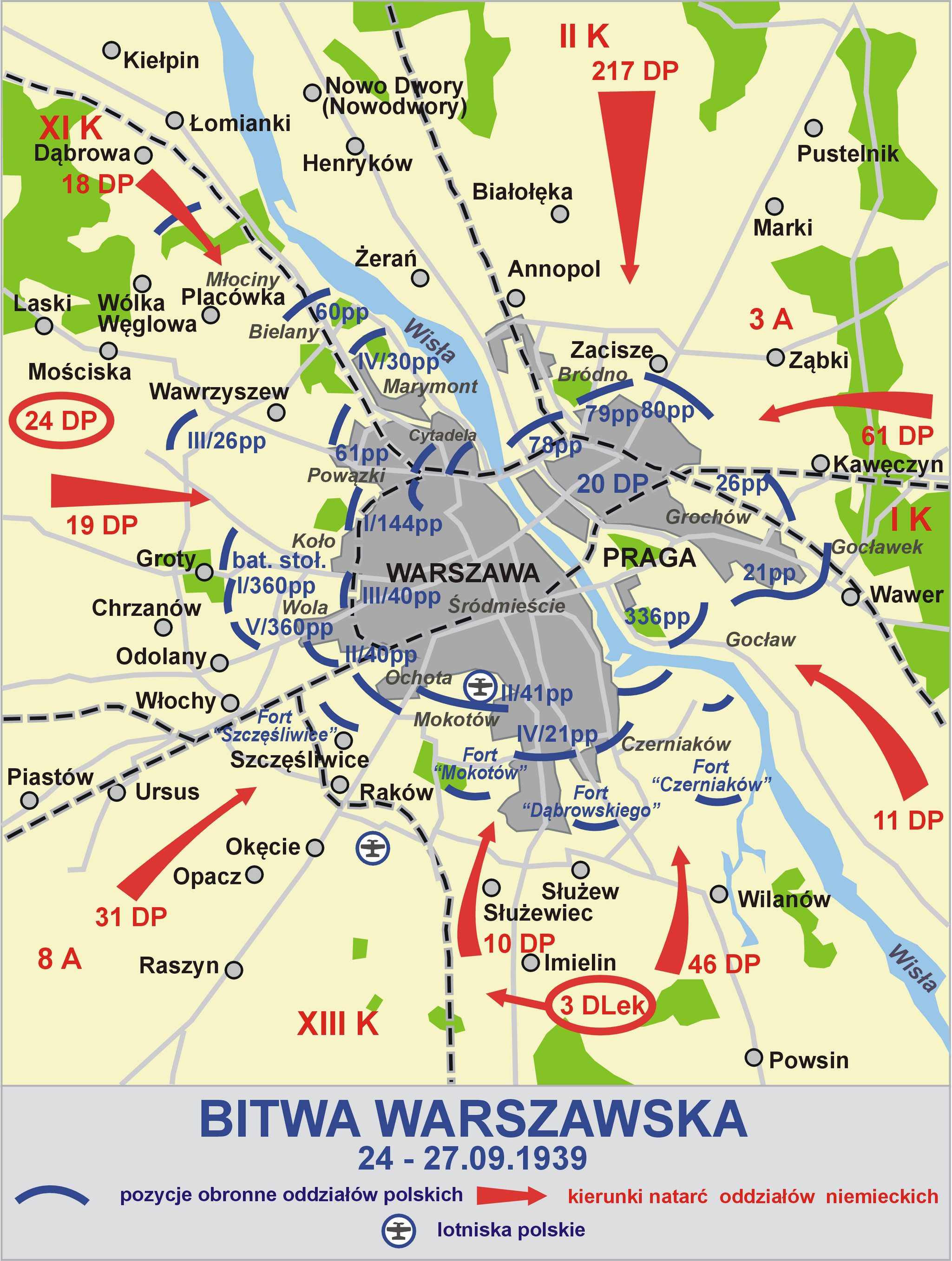

### Oddział Zbierania Nadwyżek 60 pp
W trzeciej dekadzie sierpnia 1939, po przeprowadzeniu mobilizacji niejawnej, Oddział Zbierania Nadwyżek 60 pp wyjechał do Ośrodka Zapasowego 25 Dywizji Piechoty w Kaliszu. Z nadwyżek 60 pp w OZ 25 DP sformowano III batalion w całości, a pozostałych wcielono do IV (oddz. specjalne) i V (szkoła podoficerska) batalionów ośrodka. 1 września OZN 60 pp odjechał transportem kolejowym do Kielc wraz z OZ 25 DP. 4 września OZ 25 DP, po wydzieleniu części żołnierzy dla formowanego III/154 pp rez., został ewakuowany na wschód będąc po drodze bombardowany. 11 września dotarł do Zamościa. Następnie marszem pieszym 15 września dotarł do Zborowa, 16 września do Ottyni. 17 września doszedł do Łanczyn-Sadzawka na teren Okręgu Korpusu Nr VI. Część przedarła się do granicy z Rumunią i Węgrami, reszta kadry 56 pp dostała się do sowieckiej niewoli. Podobny los spotkał grupę z OZ 25 DP wyładowaną w Radomiu, która 8 września udała się pieszo na wschód, docierając 15 września do miejscowości Kopiczyńce (ok. 200 żołnierzy), gdzie 17 września również trafiła do niewoli sowieckiej.
| Struktura organizacyjna i obsada personalna we wrześniu 1939 | Struktura organizacyjna i obsada personalna we wrześniu 1939                                                          |
| Stanowisko                                                   | Stopień, imię i nazwisko                                                                                              |
| Dowództwo                                                    | Dowództwo |
| ------------------------------------------------------------ | --- |
| dowódca pułku                                                | ppłk Marian Frydrych (+18 IX 1939) p.o. mjr Edward Rukszan (19-21 IX 1939) ppłk dypl. Stanisław Małek (od 21 IX 1939) |
| I adiutant                                                   | kpt. Kazimierz Szepietowski                                                                                           |
| II adiutant                                                  | ppor. Paweł Hęciak |
| oficer informacyjny                                          | por. Antoni Gaysler                                                                                                   |
| oficer łączności                                             | kpt. Tadeusz Orleański                                                                                                |
| oficer nadetatowy                                            | ppor. Alfred Wentzel                                                                                                  |
| kwatermistrz                                                 | kpt. Aleksander Kamiański                                                                                             |
| oficer płatnik                                               | ppor. rez. Marian Bzdęga                                                                                              |
| oficer żywnościowy                                           | ppor. Michał Kalinowski                                                                                               |
| oficer gospodarczy                                           | ppor. Józef Mroziński                                                                                                 |
| naczelny lekarz                                              | ppor. lek. Wincenty Natkański                                                                                         |
| kapelan                                                      | ks. kpl. Antoni Prusinowski                                                                                           |
| dowódca kompanii gospodarczej                                | por. Mieczysław Ignacy Stefaniak                                                                                      |
| kapelmistrz                                                  | kpt. Stanisław Paszke                                                                                                 |
| Bataliony                                                    | |
| dowódca I batalionu                                          | mjr Aleksander Adam Fiszer (+12 IX 1939) kpt. Romuald Józef Karłowski                                                 |
| adiutant batalionu                                           | ppor. Henryk Teodor Klitsche                                                                                          |
| dowódca plutonu łączności                                    | ppor. Władysław Legień                                                                                                |
| oficer żywnościowy                                           | ppor. Franciszek Świątek                                                                                              |
| lekarz batalionu                                             | ppor. lek. Czesław Jaworski                                                                                           |
| dowódca 1 kompanii strzeleckiej                              | por. Marian Józef Bartkowiak                                                                                          |
| dowódca I plutonu                                            | ppor. Wacław Michał Richter                                                                                           |
| dowódca II plutonu                                           | ppor. Zygmunt Grzybowski                                                                                              |
| dowódca III plutonu                                          | NN |
| dowódca 2 kompanii strzeleckiej                              | por. Antoni Piotr Okniński                                                                                            |
| dowódca I plutonu                                            | ppor. Leon Piłaciński                                                                                                 |
| dowódca II plutonu                                           | ppor. Polarczyk |
| dowódca III plutonu                                          | ppor. Gabriel Wierzbicki                                                                                              |
| dowódca 3 kompanii strzeleckiej                              | kpt. Bolesław Jan Majewski (+11 IX 1939)                                                                              |
| dowódca I plutonu                                            | por. Stanisław Małecki                                                                                                |
| dowódca II plutonu                                           | ppor. Piotr Marian Gazdajka                                                                                           |
| dowódca III plutonu                                          | ppor. Leonard Pastusiak                                                                                               |
| dowódca 1 kompanii ckm                                       | kpt. Romuald Józef Karłowski                                                                                          |
| dowódca I plutonu                                            | por. Marceli Iwaszkiewicz                                                                                             |
| dowódca II plutonu                                           | ppor. Leon Hendrykowski                                                                                               |
| dowódca III plutonu                                          | ppor. Tadeusz Kałuża                                                                                                  |
| dowódca IV plutonu (taczanki)                                | ppor. Władysław Falkowski                                                                                             |
| dowódca plutonu moździerzy                                   | ppor. Weber |
| dowódca II batalionu                                         | mjr Edward Rukszan |
| adiutant batalionu                                           | ppor. Wiktor Runge |
| dowódca plutonu łączności                                    | ppor. Marian Pawłowski                                                                                                |
| oficer płatnik (gospodarczy)                                 | ppor. rez. Franciszek Makles                                                                                          |
| oficer żywnościowy                                           | ppor. rez. Edward Rossa                                                                                               |
| lekarz batalionu                                             | ppor. lek. Edmund Podejma                                                                                             |
| dowódca 4 kompanii strzeleckiej                              | kpt. Jan Zwolak (+26 IX 1939)                                                                                         |
| dowódca I plutonu                                            | ppor. Jan Józef Łączny                                                                                                |
| dowódca 5 kompanii strzeleckiej                              | por. Romuald Kaczmarczyk                                                                                              |
| dowódca I plutonu                                            | ppor. Ryszard Kaniewski                                                                                               |
| dowódca III plutonu                                          | ppor. Józef Marzęcki                                                                                                  |
| dowódca 6 kompanii strzeleckiej                              | por. Antoni Baranowski                                                                                                |
| dowódca I plutonu                                            | ppor. Jan Janiszewski                                                                                                 |
| dowódca II plutonu                                           | ppor. Józef Kowal |
| dowódca III plutonu                                          | ppor. Walenty Marek                                                                                                   |
| dowódca 2 kompanii ckm                                       | kpt. Walenty Olejnik                                                                                                  |
| dowódca I plutonu                                            | ppor. Kazimierz Zygfryd Szmidt                                                                                        |
| dowódca II plutonu                                           | ppor. Konstanty Hugon Krajewski                                                                                       |
| dowódca III plutonu                                          | ppor. Marian Kazimierz Kurdziel                                                                                       |
| dowódca III batalionu                                        | mjr piech. Jan Zgrzebnicki                                                                                            |
| adiutant batalionu                                           | ppor. Jan Gamrat |
| dowódca plutonu łączności                                    | ppor. Ludwik Tomaszewski                                                                                              |
| oficer płatnik (gospodarczy)                                 | ppor. Piotr Błaszczyk                                                                                                 |
| oficer żywnościowy                                           | ppor. Augustyn Oświęcimski                                                                                            |
| lekarz batalionu                                             | ppor. lek. dr Dionizy Dakura                                                                                          |
| dowódca 7 kompanii strzeleckiej                              | kpt. Kazimierz Kuźmiński                                                                                              |
| dowódca I plutonu                                            | ppor. Dominik Serbiński                                                                                               |
| dowódca II plutonu                                           | ppor. Józef Leon Jagodziński                                                                                          |
| dowódca III plutonu                                          | ppor. Edmund Weigel                                                                                                   |
| dowódca 8 kompanii strzeleckiej                              | por. Jan Onufry Górnicki (+9 IX 1939)                                                                                 |
| dowódca I plutonu                                            | ppor. Bogdan Chrzanowski                                                                                              |
| dowódca II plutonu                                           | ppor. Franciszek II Pukacki                                                                                           |
| dowódca III plutonu                                          | ppor. Mieczysław Kopczyński                                                                                           |
| dowódca 9 kompanii strzeleckiej                              | kpt. Henryk Grabecki                                                                                                  |
| dowódca I plutonu                                            | ppor. Lucjan Wątorek                                                                                                  |
| dowódca II plutonu                                           | ppor. Mieczysław Szadkowski                                                                                           |
| dowódca III plutonu                                          | ppor. Stefan Bibrowicz                                                                                                |
| dowódca 3 kompanii ckm                                       | por. Witold Michał Droszcz                                                                                            |
| dowódca I plutonu                                            | ppor. Franciszek Antoniewicz                                                                                          |
| dowódca II plutonu                                           | ppor. Stefan Nowicki                                                                                                  |
| dowódca IV plutonu (taczanki)                                | ppor. Stanisław Pawlaczyk                                                                                             |
| Pododdziały specjalne                                        | |
| dowódca kompanii zwiadowców                                  | por. Jan Iwaszkiewicz (+10 IX 1939)                                                                                   |
| dowódca plutonu kolarzy                                      | ppor. Czesław Kierzek                                                                                                 |
| dowódca plutonu konnego                                      | ppor. Konstanty Paweł Wysocki                                                                                         |
| dowódca kompanii przeciwpancernej                            | por. Bolesław Zaremba                                                                                                 |
| dowódca I plutonu                                            | ppor. Franciszek Konarski                                                                                             |
| dowódca II plutonu                                           | ppor. Kazimierz Kałwiński                                                                                             |
| dowódca III plutonu                                          | ppor.Jan Stojek |
| dowódca plutonu artylerii piechoty                           | por. Jerzy Hnatyk |
| zastępca dowódcy plutonu artylerii piechoty                  | ppor. Józef Gwiaździński                                                                                              |
| dowódca plutonu łączności                                    | sierż. Franciszek Durczak                                                                                             |
| dowódca plutonu pionierów                                    | por. Bernard Feliks Bogacki                                                                                           |
| dowódca plutonu przeciwgazowego                              | ppor. Kalikst Kaczmarek                                                                                               |

## Akcja „Burza”
60 pułk piechoty wielkopolskiej był odtwarzany w ramach struktur podziemnych Armii Krajowej. Jesienią 1944 w ramach akcji „Burza” ówczesny dowódca Okręgu Poznańskiego AK ppłk. Andrzej Rzewuski ps. „Hańcza” wydał Inspektoratowi Ostrowskiemu AK rozkaz podjęcia prac organizacyjnych 60 pułku piechoty AK. Pułk miał wejść w skład odtwarzanej 25 Dywizji Piechoty AK. Przewidziany na dowódcę pułku kpt. Kotecki zdołał jedynie zorganizować dowództwo pułku i dowództwa kompanii. Do pułku została też wcielona kompania miejscowego Kedywu. Na dalszą mobilizację nie pozwolił jednak brak możliwości prowadzenia szerszych działań partyzanckich. 12 stycznia 1945 Armia Krajowa została rozwiązana. Jednak wobec braku łączności z Komendą Główną AK, rozkaz ten doszedł do Ostrowa z dużym opóźnieniem. Wobec nieuchronności wyzwolenia miasta przez Armię Czerwoną, ówczesny komendant Obwodu Ostrowskiego Armii Krajowej kpt. Jan Kołodziej 18 stycznia 1945 wydał rozkaz mobilizacyjny dla żołnierzy Armii Krajowej. Na miejsce aresztowanego wcześniej kpt. Koteckiego, tymczasowym dowódcą 60 pp AK został ppor. Florian Michalak ps. „Borek”. Siły te (bez ujawnienia powiązań organizacyjnych z AK) wzięły następnie udział w oswobodzeniu Ostrowa, po czym zostały rozwiązane.

## Symbole pułku
Sztandar
27 maja 1928 miało miejsce wręczenie chorągwi. Wręczenie to miało charakter uroczysty i odbyło się z udziałem prezydenta Rzeczypospolitej Polskiej prof. Ignacego Mościckiego. Uroczystości rozpoczęły się w godzinach popołudniowych mszą polową odprawioną przez biskupa polowego Wojska Polskiego Stanisława Galla. Po mszy i kazaniu biskup polowy, w obecności rodziców chrzestnych, p. generałowej Janiny Dzierżanowskiej i gen. dyw. Kazimierza Sosnkowskiego, poświęcił chorągiew. Następnie odbyła się ceremonia wbijania gwoździ, a po jej zakończeniu Prezydent RP wręczył chorągiew ówczesnemu dowódcy pułku – ppłk SG Janowi Ignacemu Zakrzewskiemu. Uroczystości zakończyła defilada. Po defiladzie spożyty został wspólny obiad żołnierski na dziedzińcu koszar przy ul. Kościuszki. W trakcie obiadu toast wzniósł Prezydent RP i zakończył słowami "Niech żyje pułk 60-ty!". Po obiedzie przeprowadzone zostały zawody sportowe. Od 28 stycznia 1938 roku chorągiew pułkowa zaczęła być oficjalnie nazywana sztandarem. Losy sztandaru po 1939 roku są nieznane.
Odznaka pamiątkowa
14 kwietnia 1932 roku Minister Spraw Wojskowych zatwierdził wzór i regulamin odznaki pamiątkowej 60 pp. Odznaka o wymiarach 41x33 mm ma kształt tarczy promienistej z wizerunkiem orła państwowego wzór 1927, na którego skrzydłach zostały umieszczone dwie tarcze emaliowane: niebiesko-czerwona z herbem Gostynia i żółto-niebieska z numerem i skrótem nazwy pułku „60 PP WLKP”. Na odwrocie odznaki zostały naniesione daty i nazwy miejscowości: „6 I 1919 GOSTYŃ” (dzień powstania pułku) i „9 V 1920 KIJÓW” (dzień wkroczenia pułku do Kijowa). Wykonawcą odznaki był Adam Nagalski, Pierwsza Krajowa Fabryka Medali w Warszawie przy ulicy Bielańskiej 16. Istnieje wersja żołnierska, jednoczęściowa ze srebrzonego tombaku

## Żołnierze pułku
Dowódcy pułku
- por. / mjr Bernard Śliwiński (III 1919 – 17 VII 1920)
- mjr piech. Franciszek Szyszka (18 – 31 VII 1920)
- ppłk piech. Maksymilian Hoborski (7 VIII – 7 X 1920)
- mjr piech. dr Bernard Śliwiński (10 X 1920 – 1921)
- płk piech. Teodor Iwaniszyn (1921 – 31 III 1927 → praktyka poborowa w PKU Łomża[58])
- ppłk dypl. piech. Jan Ignacy Zakrzewski (V 1927[59] – XII 1929 → dyspozycja szefa SG[60])
- ppłk / płk piech. Kazimierz Walczak (23 XII 1929 - 1938 → stan spoczynku)
- ppłk piech. Marian Frydrych (1938 - † 18 IX 1939)
- ppłk dypl. Stanisław Małek (IX 1939, w obronie Warszawy)

Zastępcy dowódcy pułku
- ppłk piech. Antoni Lisowski (10 VII 1922 – 22 V 1925 → zastępca dowódcy 25 pp[62])
- tyt. płk piech. Stanisław Palle (22 V[63] – VII 1925 → zastępca dowódcy 42 pp[64])
- ppłk piech. Karol Zagórski (VII 1925[64] – 5 V 1927 → dowódca 3 pspodh[59])
- ppłk piech. Stefan Biestek (5 V – 22 VII 1927 → dowódca 6 pp Leg.)
- ppłk piech. Jan Niemierski (29 XI 1927 - 23 VIII 1929 → zastępca dowódcy 19 pp)
- ppłk dypl. piech. Jan Hyc (23 XII 1929[65] - 1 IX 1931 → szef wydziału w Oddziale IV SG[66])
- ppłk dypl. piech. Bolesław Bronisław Duch (1 IX 1931[67] - 4 VII 1935 → dowódca 73 pp)
- ppłk piech. Jan II Rogowski (4 VII 1935[68] – 1939[69])

II zastępca (kwatermistrz)
- mjr piech. Wojciech Tarnowski (1939[70])

### Żołnierze 60 pułku piechoty – ofiary zbrodni katyńskiej
Biogramy ofiar zbrodni katyńskiej znajdują się między innymi w bazach udostępnionych przez Ministerstwo Kultury i Dziedzictwa Narodowego oraz Muzeum Katyńskie.
| Nazwisko i imię        | stopień              | zawód               | miejsce pracy przed mobilizacją   | zamordowany |
| ---------------------- | -------------------- | ------------------- | --------------------------------- | ----------- |
| Głowacz Piotr          | ppor. rez.           | nauczyciel          | Szkoła Powszechna w Dłoni         | Katyń       |
| Hartman Kazimierz      | por. rez.            | prawnik, mgr        |                                   | Katyń       |
| Jankowski Franciszek   | ppor. rez.           | nauczyciel          | kier. szkoły w Mazanówce          | Katyń       |
| Łukomski Florian       | ppor. rez.           |                     | Urząd Pocztowy w Gostyniu         | Katyń       |
| Mikołajczyk Józef      | ppor. rez.           | nauczyciel          | szkoła w Szkaradowie              | Katyń       |
| Mocek Tadeusz          | ppor. rez.           | nauczyciel          |                                   | Katyń       |
| Motyl Józef            | ppor. rez.           |                     |                                   | Katyń       |
| Pietruszka Stanisław   | ppor. rez.           | nauczyciel          | szkoła powszechna w ?             | Katyń       |
| Pijas Bolesław         | ppor. rez.           | mierniczy           |                                   | Katyń       |
| Ratajek Józef          | ppor. rez.           | nauczyciel          | szkoła w Cieciułowie              | Katyń       |
| Ratajski Zygmunt       | ppor. rez.           | nauczyciel          | szkoła powszechna                 | Katyń       |
| Truchliński Wacław     | ppor. rez.           | absolwent WSH       | Bank Polski w Sosnowcu            | Katyń       |
| Zwinczak Jan Rudolf    | por. rez.            | nauczyciel          | gimnazjum w Kępnie                | Katyń       |
| Banach Kazimierz       | ppor. rez.           |                     |                                   | Charków     |
| Chyłka Feliks          | podporucznik rezerwy | lekarz              | praktyka w Ustkowie               | Charków     |
| Dąbrowski Feliks       | ppor. rez.           |                     | Związek Izb Przem.-Handl. RP      | Charków     |
| Koczera Mieczysław     | por. rez.            | prawnik, mgr        | Sąd Grodzki w Starogardzie        | Charków     |
| Kubicki Janusz Antoni  | ppor. rez.           | technik mleczarstwa | kier. Chłodni Masła w Grudziądzu  | Charków     |
| Kwarciński Witold      | ppor. rez.           | absolwent UAM       |                                   | Charków     |
| Leja Józef             | podporucznik rezerwy | nauczyciel          | Szkoła Powszechna w Grudzielcu    | Charków     |
| Maliszewski Wiktor?    | porucznik            | żołnierz zawodowy   |                                   | Charków     |
| Mazur Stefan Józef     | ppor. rez.           | nauczyciel          | Liceum w Kępnie                   | Charków     |
| Mielcarzewicz Józef    | ppor. rez.           | urzędnik            |                                   | Charków     |
| Napierała Stanisław    | ppor. rez.           | absolwent UAM       |                                   | Charków     |
| Nowakowski Edmund      | por. rez.            | urzędnik            |                                   | Charków     |
| Nowakowski Wacław      | por. rez.            | kupiec              |                                   | Charków     |
| Pietrzak Zbigniew      | plut. pchor. rez.    | student UAM         |                                   | Charków     |
| Przybyszewski Ludwik   | ppor. piech. rez.    |                     |                                   | Charków     |
| Sączewski Wacław Karol | kapitan              | żołnierz zawodowy   |                                   | Charków     |
| Schlesinger Franciszek | ppor. rez.           | nauczyciel          |                                   | Charków     |
| Szukalski Józef        | kapitan              | żołnierz zawodowy   | ?                                 | Charków     |
| Zawadzki-Büthner Lech  | ppor. rez.           | prawnik, mgr        | dyr. Zrzeszenia Giełd Pieniężnych | Charków     |

## Upamiętnienie
Jedna z ulic Ostrowa Wielkopolskiego nosi nazwę 60 pułku Piechoty Wielkopolskiej.